# 蟹江町
蟹江町（かにえちょう）は、愛知県海部郡に属する町。
尾張地方に含まれ、また海部津島広域行政圏に含まれる。東は名古屋市、北は津島市とあま市、西は愛西市、南は弥富市に隣接している。2019年の人口は約3万7千人。

## 概要

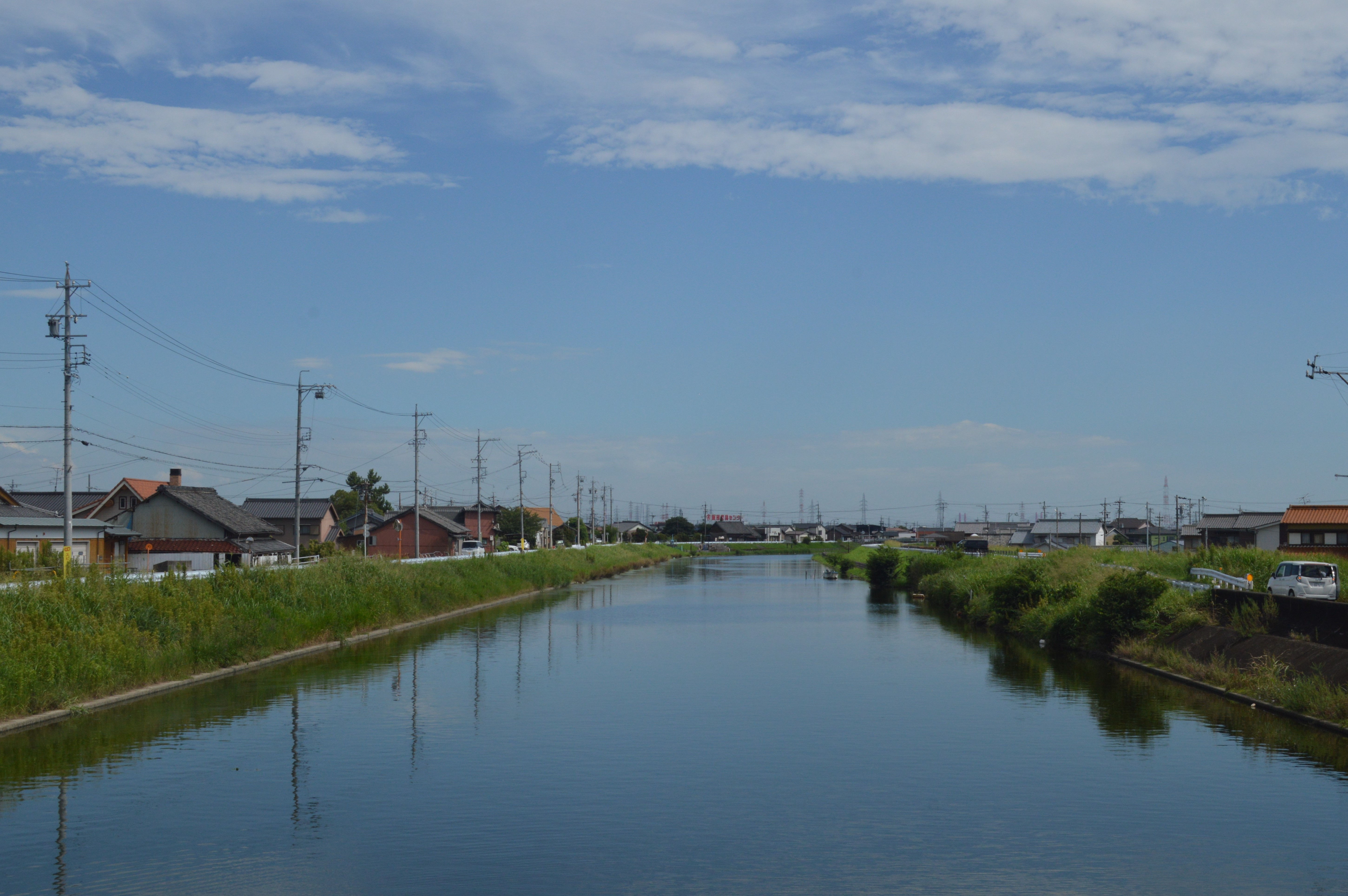
蟹江川

町内には蟹江川・日光川・福田川・善太川・佐屋川などの河川が、概ね北から南へと流れ、町域の1/5がこれら5本の河川によって占められている。町域のほとんどが海抜ゼロメートル地帯であり、古くから水害に悩まされてきたため、治水工事や対策がなされてきた。一方で、河川の近くにはヨシが茂っていて、その一角に尾張温泉が湧き出ていた場所が有り、そこは冬になると魚類が異様に集まっていた。その場所を掘削して尾張温泉の温泉水が安定的に確保できるようになってから、付近には「温泉リハビリ蟹江病院」も作られた。温泉が発見されたため、これを名古屋圏の人々の健康に役立てるべく、健康に関する町民憲章を制定した。なお、この尾張温泉は、愛知県内で唯一、日本の名湯百選に選ばれた。加えて源氏泉緑地や日光川ウォーターパークといった河川に恵まれた環境から「水郷の町」として知られる。かつてこの地を訪れた小説家の吉川英治は蟹江を「東海の潮来」と称した。
また、名古屋市都心から約15 ㎞に位置する本町は、古くから名古屋市との強いつながりを持って発展してきた。特に現在では、近鉄名古屋線、JR東海関西本線といった鉄道路線が整備され、東名阪自動車道、国道1号、西尾張中央道などの幹線道路も整備されたため、それら鉄道・道路網を利用することによって、隣接する名古屋市へ短時間での移動が可能であるという交通の便に恵まれた大都市近郊の町という立地条件を有し、名古屋市のベッドタウンとして機能してきた。

### 町名の由来
歴史上「カニエ」という地名が初めて文献に登場したのは、1215年（建保3年）の「水野家文書」とされる。当時の蟹江は海に囲まれた土地であり、「蟹江郷」「富吉荘」という名称で呼ばれていた。海辺にはヤナギの木が生育し、水辺には多数のカニが棲息していたことから、「蟹江」と呼ばれるようになったと伝えられる。

### 蟹の字を冠する自治体
2005年まで青森県東津軽郡に存在していた蟹田町が合併によって外ヶ浜町の一部となって廃止された結果、名称に「蟹」の文字を冠する自治体は蟹江町のみとなった。

## 地理

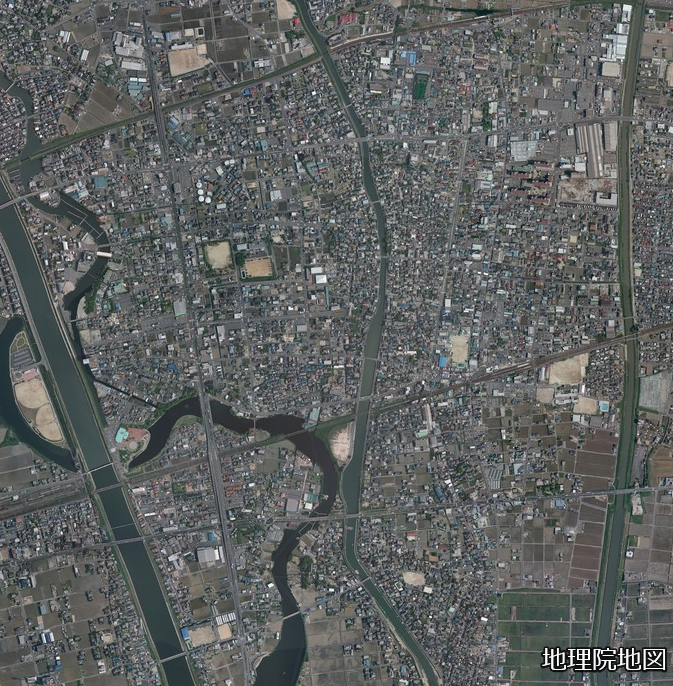
蟹江町中心部周辺の空中写真

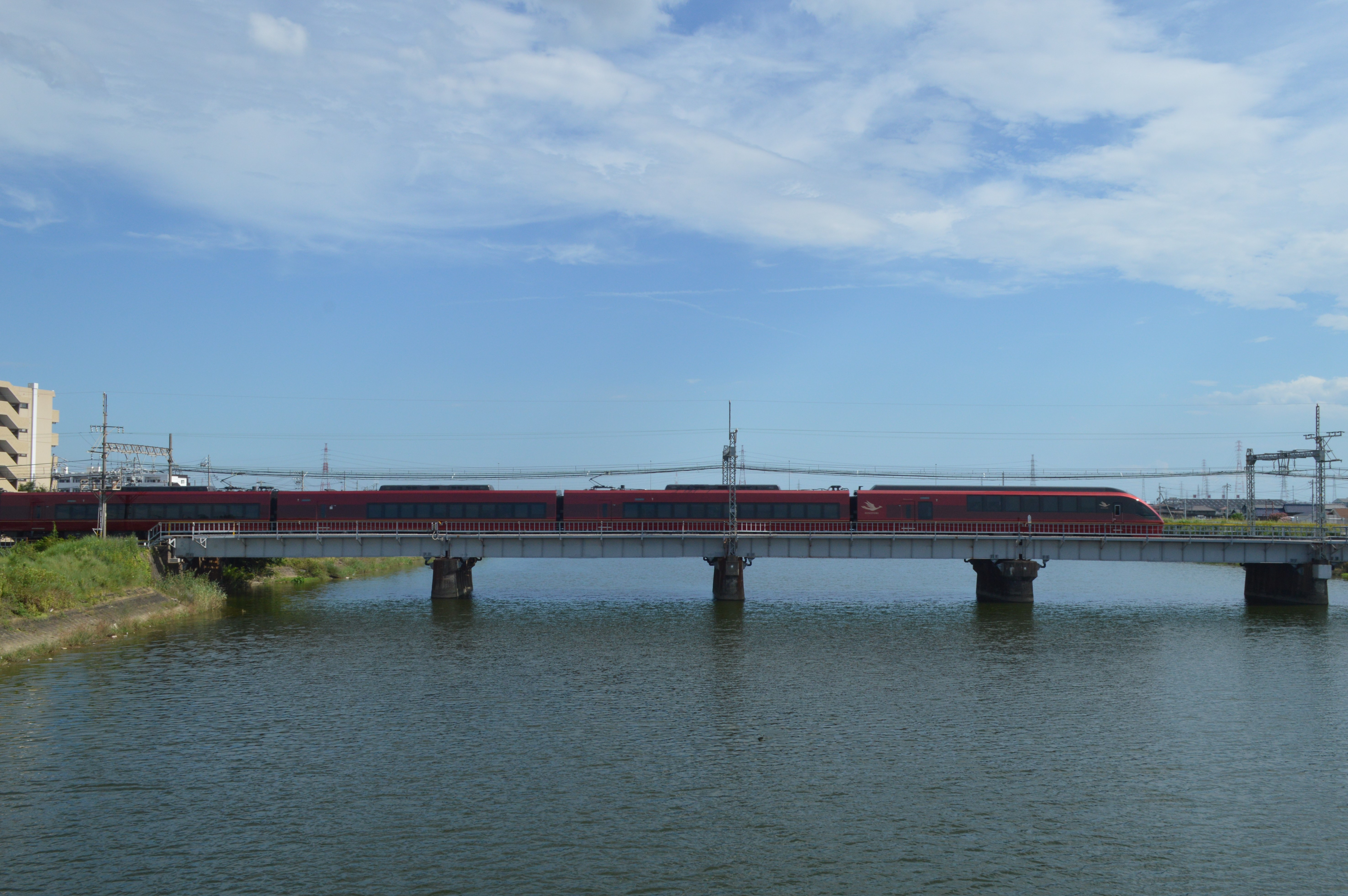
日光川を渡る近鉄名古屋線

名古屋市の西側に広がる濃尾平野南部、木曽川下流の干拓デルタ地域に位置し、町の総面積11.09平方キロメートルのうちのほとんどが海抜ゼロメートル地帯の低平地地域である。町総面積の約1/5を占める蟹江川・日光川・福田川・善太川・佐屋川など大小の河川が町内を、概ね北から南へと流れ、それぞれが伊勢湾に注流する。地質は、木曽川水系の河川等からの河川搬出物が堆積して、形成された沖積層である。
このような町内にはヨシ原が見られ、その一角に、冬期に魚類が異様に集まる場所があった。そこを掘削した結果、尾張温泉の源泉を掘り当てた。泉質は単純温泉である。
なお気候は、太平洋側気候区に属し、比較的温暖で夏期多雨、冬期少雨乾燥といった特徴がある。

### 河川

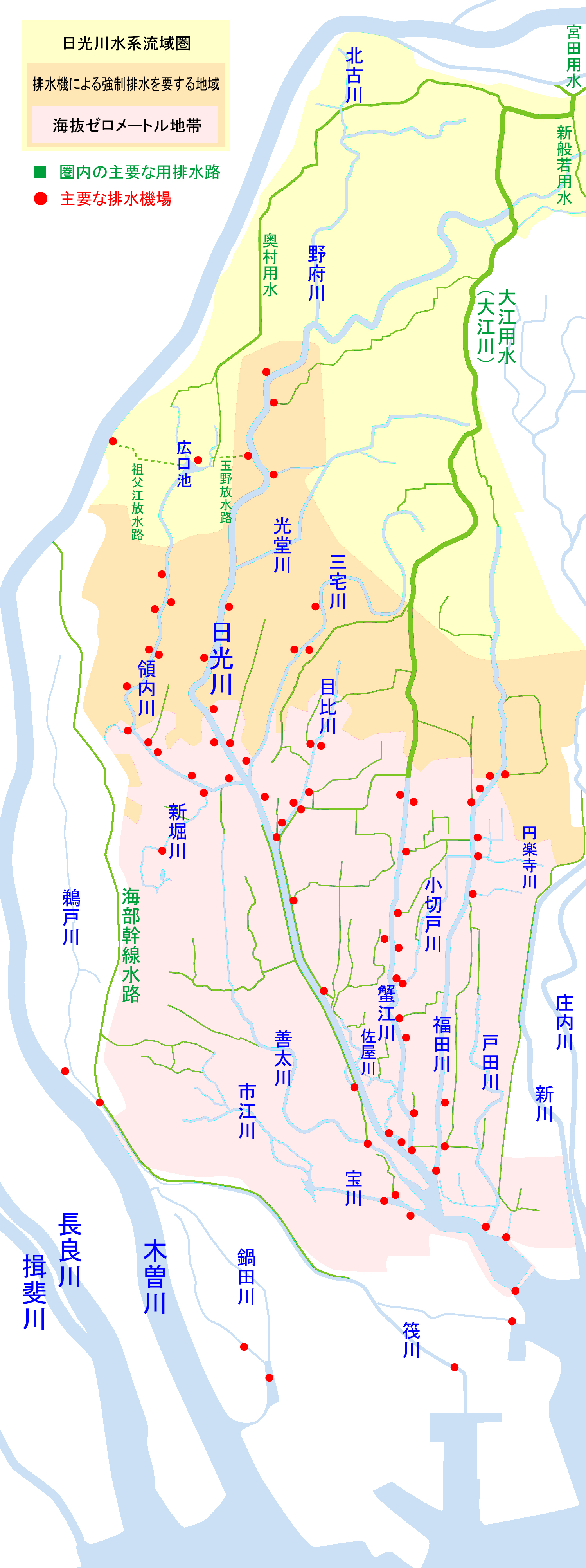
日光川水系の概略図

二級河川
- 小切戸川
- 蟹江川
- 善太川
- 日光川
- 福田川

その他の河川
- 佐屋川
- 大膳川

### 地名
括弧内は成立年、旧町・大字名である。
- 今
- 蟹江新町
- 蟹江本町
- 西福田（2007年廃止）
- 蟹江新田（新蟹江村）
- 鍋蓋新田（新蟹江村）
- 西之森（西ノ森村）
- 須成（須成村）
- 新千秋（永和村善太新田）
- 平安1～3丁目（1979年、西之森・今）
- 錦1～3丁目（1979年、西之森・今）
- 源氏1～5丁目（1979年、西之森・蟹江新田）
- 八幡1～2丁目（1979年、西之森・蟹江新田）
- 泉1丁目（1979年、蟹江新田）
- 緑1～2丁目（1979年、蟹江新田）
- 旭1～2丁目（1979年、蟹江新田）
- 須成西1～11丁目（1980年、須成・今）
- 今西上1丁目（1980年、須成・今）
- 本町1～12丁目（1982年、蟹江本町・今。12丁目は2014年設置[9]）
- 今1～3丁目（1982年、今。2014年廃止）
- 今西1～3丁目（1990年代頃、今など）
- 今本町通（1990年代頃、今）
- 今東郊通（1990年代頃、今など）
- 西之森1～9丁目（1990年代頃、西之森・蟹江新田など）
- 学戸1～7丁目（1990年代頃、西之森・蟹江新町など）
- 上川田1～2丁目（1990年代頃、西之森など）
- 北新田1～4丁目（1990年代頃、西之森など）
- 宝1～4丁目（2004年、蟹江本町[9]）
- 舟入1～4丁目（2007年、蟹江本町・西福田[9]）
- 城1～4丁目（2010年、蟹江本町・今[9]）
- 富吉1～4丁目（2012年、蟹江新田[9]）
- 桜1～4丁目（2014年、今・今1～3丁目・須成。3丁目・4丁目は2022年設置[9]）
- 南1～3丁目（2016年、鍋蓋新田[9]）

### 人口
| |                                        |  |
| 蟹江町と全国の年齢別人口分布（2005年） | 蟹江町の年齢・男女別人口分布（2005年） |  |
| ■紫色 ― 蟹江町 ■緑色 ― 日本全国 | ■青色 ― 男性 ■赤色 ― 女性              |  |
| 蟹江町（に相当する地域）の人口の推移 \| 1970年（昭和45年） \| 24,377人 \| \| \| 1975年（昭和50年） \| 28,771人 \| \| \| 1980年（昭和55年） \| 30,966人 \| \| \| 1985年（昭和60年） \| 32,249人 \| \| \| 1990年（平成2年） \| 34,428人 \| \| \| 1995年（平成7年） \| 36,366人 \| \| \| 2000年（平成12年） \| 36,240人 \| \| \| 2005年（平成17年） \| 36,750人 \| \| \| 2010年（平成22年） \| 36,688人 \| \| \| 2015年（平成27年） \| 37,085人 \| \| \| 2020年（令和2年） \| 37,338人 \| \| |                                        |  |
| 総務省統計局 国勢調査より |                                        |  |
| 1970年（昭和45年） | 24,377人                               |  |
| 1975年（昭和50年） | 28,771人                               |  |
| 1980年（昭和55年） | 30,966人                               |  |
| 1985年（昭和60年） | 32,249人                               |  |
| 1990年（平成2年） | 34,428人                               |  |
| 1995年（平成7年） | 36,366人                               |  |
| 2000年（平成12年） | 36,240人                               |  |
| 2005年（平成17年） | 36,750人                               |  |
| 2010年（平成22年） | 36,688人                               |  |
| 2015年（平成27年） | 37,085人                               |  |
| 2020年（令和2年） | 37,338人                               |  |

### 隣接する自治体・行政区
愛知県
- 名古屋市（中川区、港区）
- 津島市
- 愛西市
- 弥富市
- あま市
- 海部郡：飛島村

## 歴史

### 蟹江町の発足
1888年4月25日に、明治政府により市制町村制が公布された。元号が明治に変わったのは1868年だが、それから20年が経過した当時、明治政府は国内体制を整備し、ヨーロッパのような近代的な地方自治制度を行うだけの資金力、それを支えるための人口を目指し始めた。
そのような時代に、1889年10月1日、愛知県によって市制町村制が施行された。これにより、蟹江町区域には蟹江町、新蟹江村、千秋村、西之森村、須成村の5町村が成立した。蟹江町は蟹江本町村、蟹江新町村、今村、西福田村の一部の合併により誕生した。新蟹江村は蟹江新田の一部と鍋蓋新田が合併し、千秋村は蟹江新田の一部と善太新田と大野村が合併してできた。また、西之森村と須成村は、江戸時代からの村域がそのまま引き継がれ、誕生した。
海部地域全体でみると、町村制施行以前は244も存在した村々が56町村までに減少し、その中でも町制を敷いたのは津島町と蟹江町のみであった。町村制施行翌年の蟹江町の人口は6236名に上り、海部地域では津島町に次ぐ2番目、愛知県下でも15番目の人口規模を誇った。また、明治期を通して蟹江町に警察分署、郵便局、電信局、高等小学校、銀行、駅が次々と設置されたことで大いに繁栄した。

### 明治・大正
1905年に愛知県は日露戦争によって財政難に陥り、小規模な自治体への補助金支出に苦慮していた。この時、愛知県下の町村数は全国府県の中で最多であり、1つの自治体あたりの人口は3番目に少なかった。こうした中で、愛知県は合併要領を示し、合併後の町村の平均戸数を1千戸、人口を5千人以上とすることを目指した。
そして1906年に、蟹江町は須成村、西ノ森村、新蟹江村と合併した。これにより蟹江町の人口は1万人を超し、1908年の統計では県内265町村のうち、16番目に人口の多い自治体となった。当時の海部地域における自治体の平均人口は約6千人であったことから、蟹江町はそれらの2倍近くの人口を有していた。
また、1913年7月1日には木曽川の支流である佐屋川に隔てられていた海東郡、海西郡が合併して海部郡が誕生した。

### 昭和
第二次世界大戦後、地方自治法の制定後に、各自治体では住民の生活環境や社会施設の充実が図られていった。1946年から学校制度改革による新制中学校の建設、1947年には旧警察法と消防組織法により、自治体警察と消防署の設置が行われると、財政規模の小さな自治体は運営困難になりつつあった。そこで打ち出されたのが、1953年の町村合併促進法と1956年の新市町村建設促進法であった。これらの法は各自治体の財政力や行政力を高めるために、自治体人口を8千人以上を基準とした新市町村として再編することを目的としており、これにより1953年から1961年までの9年間で昭和の大合併と呼ばれる全国的な市町村合併が巻き起こった。
この流れの中で、1961年に蟹江町へ永和村の一部を編入し、現在の蟹江町域が形作られた。永和村は学区問題のために4地区に分割され、津島市、旧佐屋町、旧十四山村にもそれぞれ編入された。海部地域全体では昭和の大合併の期間中に計9件の合併（神守村が津島市に編入合併、佐屋村と市江村の一部が合併、弥富町と鍋田村、市江村の残部が合併、富田町と南陽町が名古屋市へ編入合併、永和村が海部地域各自治体へ分割編入）が実現した。その後も何回かの変遷を通して、昭和の終わりには蟹江町のほか、津島市、弥富町、甚目寺町、佐織町、佐屋町、美和町、七宝町、大治町、十四山村、飛島村、立田村、八開村の1市8町4村に減少した。

### 平成・令和
平成時代に入り、経済成長の停滞や人口減少、少子高齢化などの社会問題に加え、国や地方財政の悪化、多種多様化する住民サービスへの対応など市町村を取り巻く環境は一層厳しさを増した。こうした社会状況の中、国は1999年以来、全国的な市町村合併を推進した。
蟹江町も2002年から弥富町、十四山村、飛島村との4町村合併に向けた協議を進めたものの、翌年に飛島村が離脱した。残る3町村による合併協議会を設置したが、結局合併には至らなかった。その後、海部地域では、2005年に愛西市、2006年に弥富市、2010年にあま市が誕生し、平成の終わりには蟹江町のほか津島市、愛西市、弥富市、あま市、大治町、飛島村の4市2町1村に減少した。
明治、昭和、大正、平成の時代を通して各自治体が大きく変化する中、蟹江町は単独町制を維持し、2019年10月1日、町制施行130周年を迎えた。市制町村制が施行された1889年から当時の市町村形態を変わらずに維持している愛知県下の自治体は、蟹江町、名古屋市、海部郡飛島村、北設楽郡豊根村の4自治体のみである。

### 年表
- 1159年（平治元年） - 平治の乱が起こり、平清盛に敗れた源義朝一行が、東国に落ち延びた折、この地に立ち寄ったとされる。蟹江の漁民のもてなしを受け、源氏の大将が休息した島を「源氏島」と呼ぶようになったと伝えられる。現在その土地は、佐屋川創郷公園（別名は源氏泉緑地）として整備され、公園の一角に石碑が建てられた。
- 1584年（天正12年） ‐ 羽柴秀吉（豊臣秀吉）と織田信雄・徳川家康陣営の間で蟹江城における篭城戦、蟹江合戦が発生。
- 1585年（天正13年） ‐ 前年の合戦と、天正地震の影響により蟹江城が全壊。

- 1888年（明治21年） ‐ 市制・町村制公布。
- 1889年（明治22年） 
  - 愛知県の市制町村制施行に伴い、蟹江町制が施行。（蟹江本町村、蟹江新町村、今村、西福田村の一部が合併して蟹江町として成立。蟹江新田村と鍋蓋新田村が合併して新蟹江村として成立。）　
  - 尋常小学校大澪学校が、新蟹江尋常小学校と改称。
- 1890年（明治23年）- 初代町長蟹江次郎就任。
- 1891年（明治24年）- 濃尾地震により被災。
- 1892年（明治25年）- 第2代町長野崎兼久就任。
- 1895年（明治28年）5月24日 - 関西鉄道（現在のJR関西本線）の名古屋駅 - 前ヶ須駅（現在の関西本線弥富駅）間の開通に伴い、蟹江駅が開業。
- 1896年（明治29年）- 第3代町長桜井義導就任。
- 1902年（明治35年）- 第4代町長大島又八就任。
- 1903年（明治36年）- 蟹江町漁業組合が発足。
- 1906年（明治39年） - 蟹江町が西ノ森村、須成村、新蟹江村の3村と合併。
- 1907年（明治40年）
  - 第5代町長横井亮就任。
  - 須成尋常小学校と西之森尋常小学校が合併し、須西尋常小学校を設立。
  - 蟹江町が津島警察署の管轄に変更。
- 1908年（明治41年）- 蟹江巡査部長派出所が設置。
- 1909年（明治42年）- 蟹江尋常高等小学校が開校。
- 1912年（大正元年） ‐ 台風により日光川堤防29カ所が決壊し、浸水被害発生。
- 1913年（大正2年）- 海西郡と海東郡が合併し、海部郡が成立。
- 1914年（大正3年）- 蟹江町教育会設立。
- 1915年（大正4年）
  - 第6代町長佐藤峯太郎就任。
  - 蟹江城址の石碑を建立。
- 1920年（大正9年）- 蟹江巡査部長派出所が、警部補派出所に昇格。
- 1924年（大正13年）- 蟹江町役場を今字蟹江浦（現・城一丁目）に設置。
- 1927年（昭和2年） - 第7代町長斎藤元夫就任
- 1934年（昭和9年） - 町章制定
- 1935年（昭和10年） - 第8代町長服田静夫就任
- 1936年（昭和11年） - 第9代町長藤田謙吉就任
- 1938年（昭和13年）
  - 関西急行電鉄の桑名 - 関急名古屋（現在の近鉄名古屋駅）間開通に伴い、関急蟹江駅（現在の近鉄蟹江駅）開業
- 1940年（昭和15年） - 蟹江町が弥富警察署の管轄に変更。
- 1941年（昭和16年） - 太平洋戦争勃発。
- 1945年（昭和20年） - 第二次世界大戦に敗戦（敗戦までに、空襲により舟入地区227戸、新蟹江地区3戸、鍋蓋地区8戸が焼失、1,247人が被災した。）
- 1946年（昭和21年） 
  - 日本国憲法公布
  - 第10代町長戸谷静雄就任
- 1947年（昭和22年） - 教育基本法が施行され、義務教育が9年になったため、蟹江中学校が開校。
- 1948年（昭和23年） 
  - 警部補派出所が、蟹江町警察署に昇格。
  - 蟹江町農業協同組合設立
- 1951年（昭和26年）
  - 第11代町長山田平左衛門就任。
  - 蟹江町警察、富田町警察、南陽町警察を廃止。国家地方警察海部地区警察署を分割して、蟹江町が本署の海部東地区警察署が発足。
- 1952年（昭和27年）
  - サンフランシスコ平和条約調印
  - 蟹江町教育委員会発足
- 1953年（昭和28年）
  - 第12代町長蟹江猶弓就任
  - 蟹江町小中学校校歌制定（作曲：山田耕筰　作詞：サトウハチロー）
- 1954年（昭和29年）- 愛知県警察発足により、海部東地区警察署の一部を管轄区域として、愛知県蟹江警察署が発足
- 1956年（昭和31年）- 蟹江町が永和村（新千秋地区）の一部を編入合併。
- 1959年（昭和34年）
  - 伊勢湾台風により大被害を受け、約51日間にわたり避難所を設置。
  - 近鉄名古屋線、広軸化完成
- 1962年（昭和37年）
  - 日光川水閘門完成により日光川が淡水化、蟹江町から海棲のカニが姿を消した。
  - 蟹江町漁業協同組合解散[10]。
- 1964年（昭和39年）- 近鉄富吉駅が設置される。
- 1965年（昭和40年）- 第13代町長山田平左衛門就任
- 1971年（昭和46年）- 愛知県立蟹江高等学校開校
- 1971年（昭和46年）- 蟹江町消防署設置
- 1975年（昭和50年）- 東名阪自動車道、蟹江−桑名間開通
- 1976年（昭和51年）- 役場庁舎を西之森字長三郎（現・学戸三丁目）へ移転。
- 1977年（昭和52年）
  - 町の花を「花しょうぶ」、町の木を「キンモクセイ」と制定。
  - 第14代町長藤田貞夫就任
- 1978年（昭和53年）- 町の人口が３万人を突破。
- 1979年（昭和54年）
  - 学戸小学校開校
  - 東名阪自動車道、蟹江−名古屋西間完成。
  - 昭和天皇が蟹江川排水機場を視察される。
- 1980年（昭和55年）- 蟹江北中学校開校
- 1983年（昭和58年）- 蟹江町と三重県藤原町が姉妹都市提携締結。
- 1986年（昭和61年）- 町の鳥を「ヨシキリ」と制定。
- 1989年（平成元年）
  - 町制施行100周年の記念事業として「かに丸くん」が町の公式キャラクターとして誕生。ただし、この時点では愛称は無かった。
  - 第15代町長河瀬佐兵衛就任
- 1993年（平成5年）- 第16代町長佐藤篤松就任
- 2003年（平成15年）
  - 弥富町、十四山村との3町村での合併（対等合併）のため法定協議会を設置。
  - 蟹江町の市外局番が05679から0567の４桁に変更。
  - 三重県藤原町の町村合併に伴い、姉妹都市提携関係を解消。
- 2004年（平成16年）
  - 8月18日 - 弥富町が新市名に「弥富市」を主張したことに対し、蟹江町が反発したため、合併協議が破綻。
  - 9月21日 - 新市名を巡る対立（弥富町が新市名に弥富市を主張）のため、合併協議から離脱。
- 2007年（平成19年）- 弥富市海南高校との統合により、蟹江高校は廃止。
- 2009年（平成21年）- 第17代町長横江淳一就任。
- 2010年（平成22年）- アメリカ合衆国イリノイ州マリオン市と姉妹都市提携締結。
- 2011年（平成23年）- 愛知大学と連携・相互協力に関する協定を締結。
- 2012年（平成24年）- 「須成祭の車楽船行事と神葭流し」が国の重要無形民俗文化財に指定。
- 2014年（平成26年）- 沖縄県読谷村と相互協力に関する覚書を締結。
- 2016年（平成28年）12月1日 - 須成祭の車楽船行事と神葭流しなどの「山・鉾・屋台行事」がユネスコの無形文化遺産に登録。
- 2017年（平成29年）2月27日 -  老朽化に伴い、蟹江警察署が本庁舎を建て替える為、愛知県農業総合試験場跡地（愛知県弥富市）へ仮移転。
- 2019年（令和元年）10月1日 - 町制施行130周年の記念事業として「ポムポムプリン」と「かに丸くん」がコラボレーション企画。

## 行政
蟹江町は、4市2町1村からなる海部津島広域行政圏（津島市、愛西市、あま市、弥富市、蟹江町、大治町、飛島村）に属し、広域行政圏の中にあっては「南部地域」（蟹江町、弥富市、飛島村）に区分される。

### 町長
- 町長：横江淳一（5期目）
- 就任 : 2009年4月1日 / 任期満了日 : 2025年4月1日
  - 副町長：河瀬広幸（3期目）/ 任期満了日：2022年3月31日

### 歴代首長
| 代       | 氏名             | 就任年   | 備考                                                                                               |
| 蟹江町長 | 蟹江町長         | 蟹江町長 | 蟹江町長                                                                                           |
| -------- | ---------------- | -------- | -------------------------------------------------------------------------------------------------- |
| 初代     | 蟹江（鈴木）次郎 | 1890年   | 初代町長蟹江次郎氏の父は貴族院議員の蟹江史郎（鈴木重声）。なお当時の町長は町民による名誉職であった |
| 2代目    | 野崎兼久         | 1892年   | |
| 3代目    | 桜井義導         | 1896年   | |
| 4代目    | 大島又八         | 1902年   | |
| 5代目    | 横井亮           | 1907年   | 蟹江町が津島警察署の管轄下に変更。                                                                 |
| 6代目    | 佐藤峯太郎       | 1915年   | |
| 7代目    | 斎藤元夫         | 1927年   | |
| 8代目    | 服田静夫         | 1935年   | |
| 9代目    | 藤田謙吉         | 1936年   | |
| 10代目   | 長谷静雄         | 1946年   | |
| 11代目   | 山田平左衛門     | 1951年   | 蟹江町が本署の海部東地区警察署が発足。                                                             |
| 12代目   | 蟹江猶弓         | 1953年   | 翌年の1954年に、愛知県蟹江警察署が発足。 ※蟹江猶弓は初代町長を輩出した蟹江家出身。                 |
| 13代目   | 山田平左衛門     | 1965年   | |
| 14代目   | 藤田貞男         | 1977年   | |
| 15代目   | 河瀬佐兵衛       | 1989年   | |
| 16代目   | 佐藤篤松         | 1993年   | |
| 17代目   | 横江淳一         | 2009年   | |

### 庁舎
- 蟹江町役場 - 学戸3丁目1番地

### 町章･町旗
1934年1月10日に、町の歴史に深い関わりを持つ旧蟹江城の城主であった佐久間家の家紋「三引紋」が、そのまま町章として制定された。

### 市町村合併
1889年10月1日には町村制に基き、蟹江本町村、蟹江新町村、今村、西福田村の一部が合併して蟹江町が発足した。1905年に愛知県が小規模町村大合併の方針を打ち出したことを受け、蟹江町は須成村、新蟹江村、西之森村と合併した。1956年には、いわゆる昭和の大合併の影響により、かつて日光川や善太川に挟まれた地域に位置した永和村を、蟹江町、津島市、十四山村、佐屋町の4市町村へ分割編入することが決定し、一部を蟹江町が編入合併した結果、現在の「蟹江町」の町域となった。
2002年には平成の大合併の影響下で、海部郡飛島村、十四山村・弥富町(現弥富市)との4町村で「海部南部ブロック市町村合併研究会」が設置された。しかし、まず財政の豊かな飛島村が研究会を離脱し、さらにその後、新市名と新庁舎設置位置を巡り、蟹江町と十四山村・弥富町とが対立し、蟹江町は法定協議会を離脱した。当初は「対等合併」であったはずの合併構想において、新市名を「弥富市」にし、弥富町が本庁舎を弥富町域内に設置すべきとの主張は、実質的な弥富町への蟹江町と十四山村の吸収合併であり、これは当時の蟹江町にとって受け入れ難い案であった事が対立の主な原因であった。これらの結果、弥富町・十四山村は2町村で合併し弥富市に、飛島村と蟹江町は合併を中止した。愛知県は周辺自治体との合併の検討を促すとしたものの、合併新法に基づく合併推進構想の策定などの具体的な動きはなく、蟹江町としても具体的な合併構想は存在していない。
2016年に北名古屋市長が名古屋市との合併検討を表明した折に、蟹江町長の横江は、名古屋市と蟹江町の合併について「全面的な否定しないが、住民の生活圏等を考慮すると必ずしも現実的ではない面もある」と慎重な態度を示した。しかし同時に、市町村合併については「将来的に、生活圏が重なる海部地域の周辺市町村との合併なら検討する価値はある」としている。

#### 広域行政
現在、蟹江町では市町村合併に関する具体的構想は存在していないものの、より効率的な行政運営と地域住民へのサービス向上を目的とする近隣自治体との広域行政・地域連携が推進されている。そして、それら広域行政を可能にするため、津島市を始めとする4市2町1村からなる『海部津島広域行政圏』(津島市、愛西市、あま市、弥富市、蟹江町、大治町、飛島村)が策定されている。
また、2012年にあま市、大治町、飛島村と共同で設立した「まちづくり連携会議（AOKT）」では、蟹江町と同じく名古屋市と隣接する海部地域の自治体間での交流と広域行政の活発化を図ろうとしている。

### 財政
（平成28年度普通会計決算より）
- 歳入総額：104億6040万4千円
- 歳出総額：100億9314万5千円
- 財政力指数：0.90（全国市町村平均：0.50 愛知県市町村平均：0.94 類似団体内順位：8/100）
- 経常収支比率：86.3%（全国市町村平均：92.5 愛知県市町村平均：89.5 類似団体内順位：15/100）
- 実質公債費比率：5.2%（全国市町村平均：6.9 愛知県市町村平均：5.6 類似団体内順位：36/100）
- 人口1人当たり人件費・物件費等決算額：96,851円（全国市町村平均：123,135円 愛知県市町村平均：112,418円 類似団体内順位：22/100）
- 人口1千人当たり職員数：7.45人（全国市町村平均：7.90 愛知県市町村平均：7.94 類似団体内順位：74/100）
- ラスパイレス指数：90.3（全国市町村平均：99.1 愛知県市町村平均：96.4 類似団体内順位：3/100）

### 都市宣言
- 平和都市宣言（1988年11月3日）
  - 愛知県内では半田市、津島市、稲沢市、日進市、愛西市、大口町、扶桑町、北名古屋市、東浦町、武豊町とともに日本非核宣言自治体協議会の会員自治体である。

### 姉妹都市･提携都市
姉妹都市
- マリオン市[11]
2010年3月26日にアメリカ合衆国中部のイリノイ州の都市であるマリオン市との姉妹都市提携を調印した。産業・文化など幅広い分野における交流を通じて、さらなる発展と互いの理解と連携を深めることを目的としている。

過去の姉妹提携都市
- 三重県員弁郡藤原町 - 2003年に藤原町が員弁郡北勢町、員弁町、大安町と市町村合併し、いなべ市になったため、姉妹提携関係を解消した。

フレンドシップ相手国
- モンゴル国
  - 2005年日本国際博覧会（愛知万博）では「一市町村一国フレンドシップ事業」が行われた。名古屋市を除く愛知県内の市町村が、120ヶ国にのぼる万博公式参加国をそれぞれフレンドシップ相手国として迎え入れた[12]。

国内の他自治体との交流・協力
- 沖縄県中頭郡読谷村 - 2014年に相互協力に関する覚書を締結。
- 愛知県北設楽郡設楽町 - 2014年に交流・協力に関する協定を締結。

## 議会

### 蟹江町議会
- 定数：14人
- 任期：2019年5月1日 - 2023年4月30日
- 議長：
- 副議長：

| 会派名     | 議席数 | 議員名（◎は代表者）                     |
| ---------- | ------ | --------------------------------------- |
| 新風       | 4      | ◎高阪康彦、安藤洋一、水野智見、石原裕介 |
| 新政会     | 3      | ◎吉田正昭、佐藤茂、奥田信宏             |
| 立憲民主党 | 1      | ◎中村英子                               |
| 公明党     | 1      | ◎山岸美登利                             |
| 日本共産党 | 1      | ◎板倉浩幸                               |
| 無会派     | 4      | 飯田雅広、伊藤俊一、黒川勝好、三浦知将  |
| 計         | 14     |                                         |

### 愛知県議会
- 選挙区：あま市及び海部郡選挙区
- 定数：2名
- 任期：2019年4月30日 - 2023年4月29日

| 議員名     | 会派名                 | 当選回数 |
| ---------- | ---------------------- | -------- |
| 石塚吾歩路 | 自由民主党愛知県議員団 | 3        |
| 小木曽史人 | 新政あいち県議団       | 1        |

### 衆議院
- 選挙区：愛知9区 （津島市、稲沢市、愛西市、弥富市、あま市、大治町、蟹江町、飛島村）
- 任期：2024年10月27日 - 2028年10月26日
- 投票日：2024年10月27日
- 当日有権者数：377,902人[13]
- 投票率：52.01％

| 当落 | 候補者名 | 年齢 | 所属党派   | 新旧別 | 得票数   | 重複 |
| ---- | -------- | ---- | ---------- | ------ | -------- | ---- |
| 当   | 岡本充功 | 53   | 立憲民主党 | 元     | 91,152票 | ○    |
| 比当 | 長坂康正 | 67   | 自由民主党 | 前     | 78,726票 | ○    |
|      | 伊藤恵子 | 71   | 日本共産党 | 新     | 19,899票 |      |

## 施設

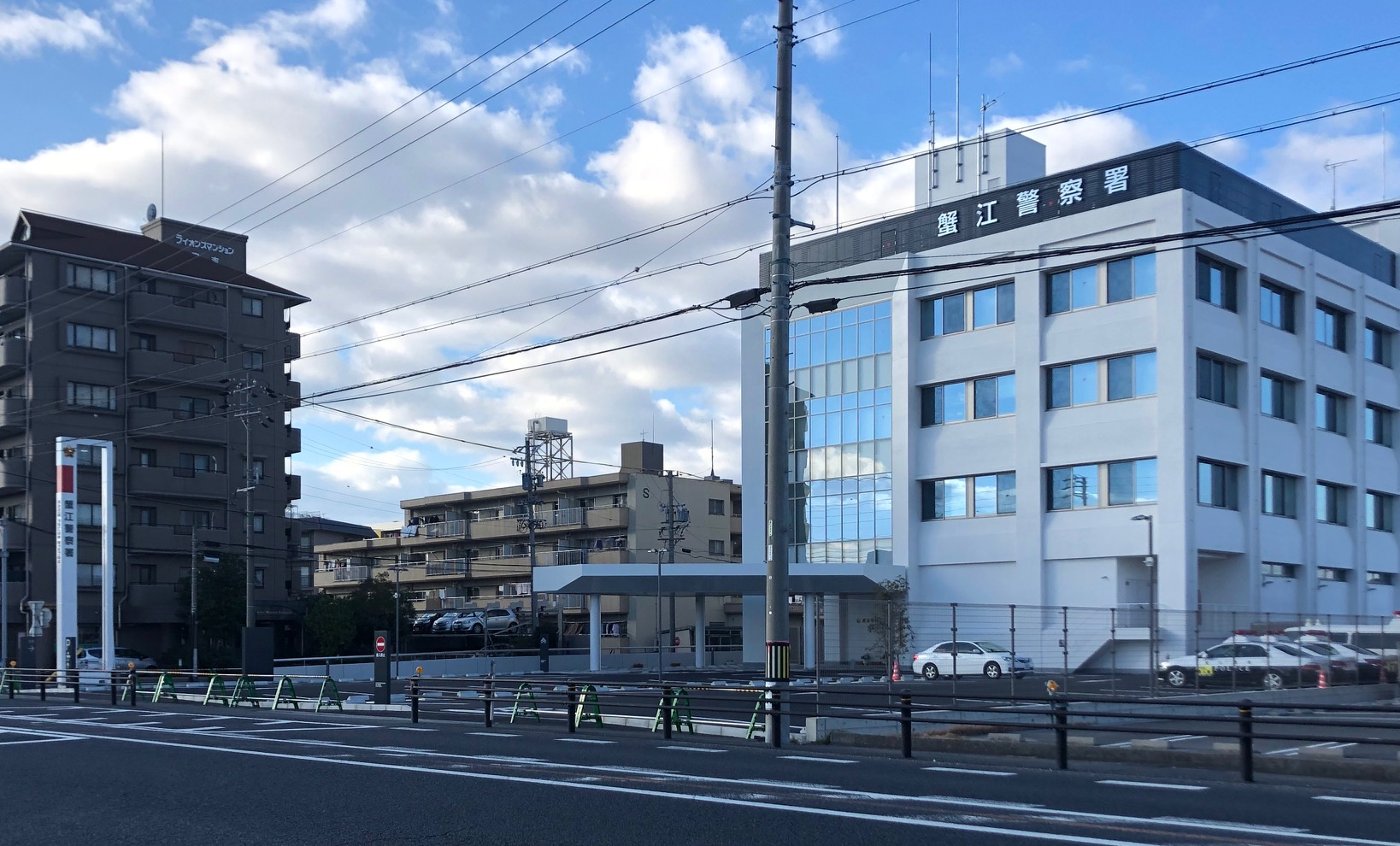
蟹江警察署

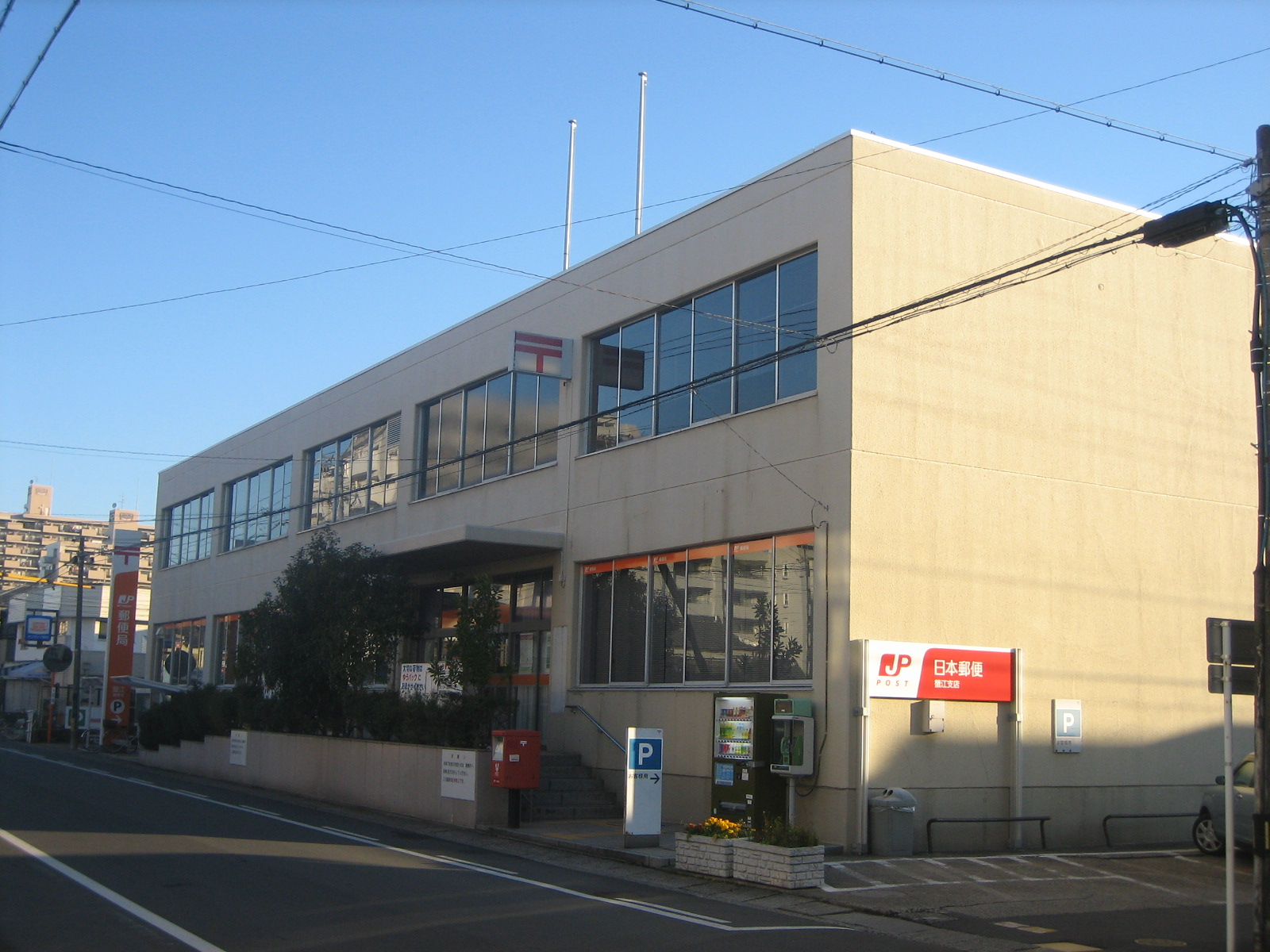
蟹江郵便局

### 警察
本部
- 愛知県蟹江警察署 - 2019年12月13日に新庁舎が開署。

交番
- 蟹江交番（大字蟹江本町字オノ割83-1）

駐在所
- 須成駐在所（須成西6-105-1）

### 消防
本部
- 蟹江町消防本部

消防署
- 蟹江町消防署（大字蟹江本町字クノ割10）

### 社会教育施設

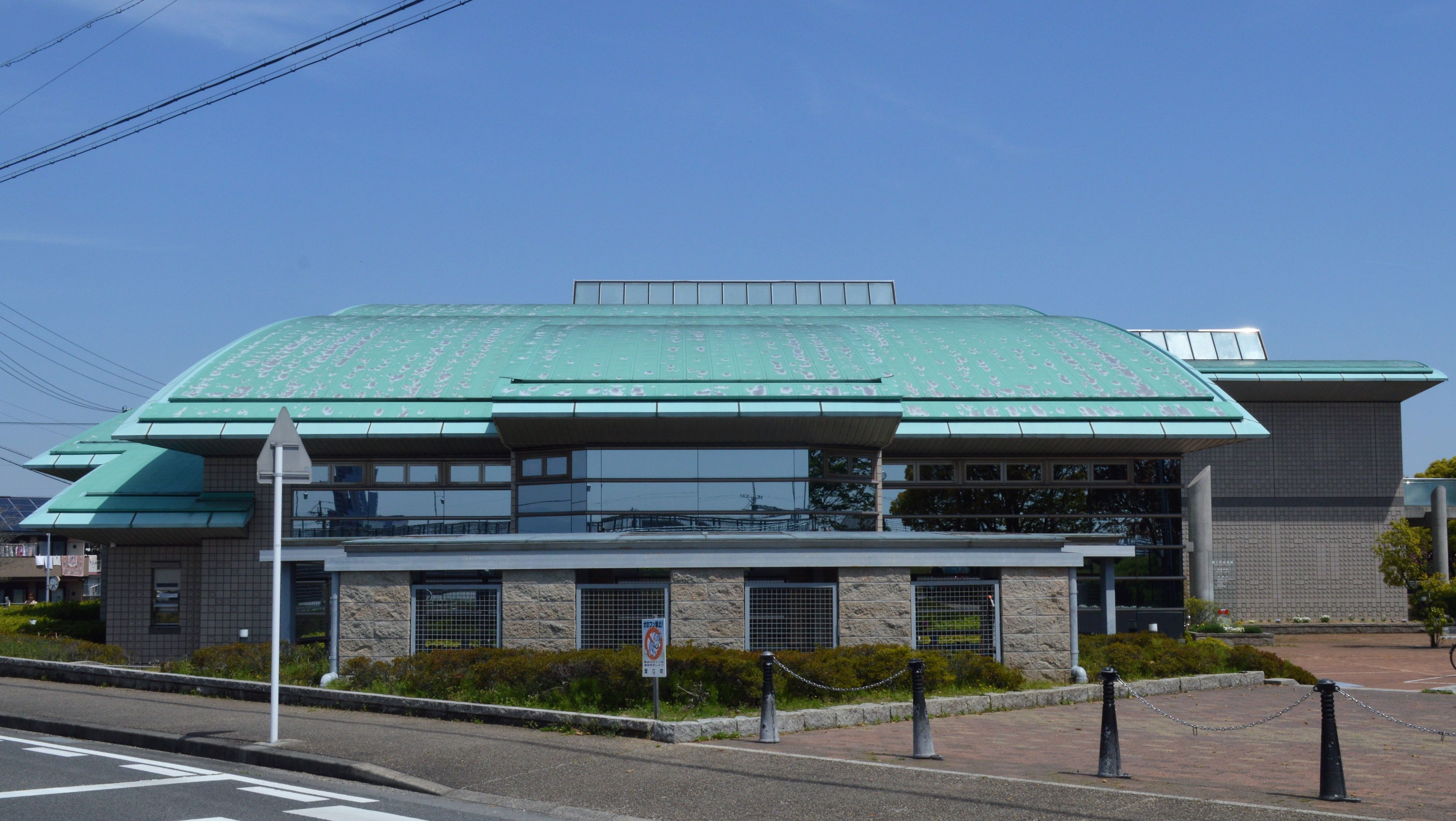
蟹江町図書館

- 蟹江町図書館 - 1966年5月1日、元蟹江本通りに蟹江町立図書館として開館した。1969年には蟹江本町に建物を新築して移転した。1998年には佐屋川創郷公園に建物を新築し、名称が蟹江町図書館となった。
- 蟹江町まちなか交流センター
- 蟹江中央公民館
- 蟹江中央公民館分館
- 舟入ふれあいプラザ
- 蟹江町体育館

### 郵便局
- 蟹江郵便局
- 蟹江須成郵便局
- 蟹江舟入郵便局

### 公園

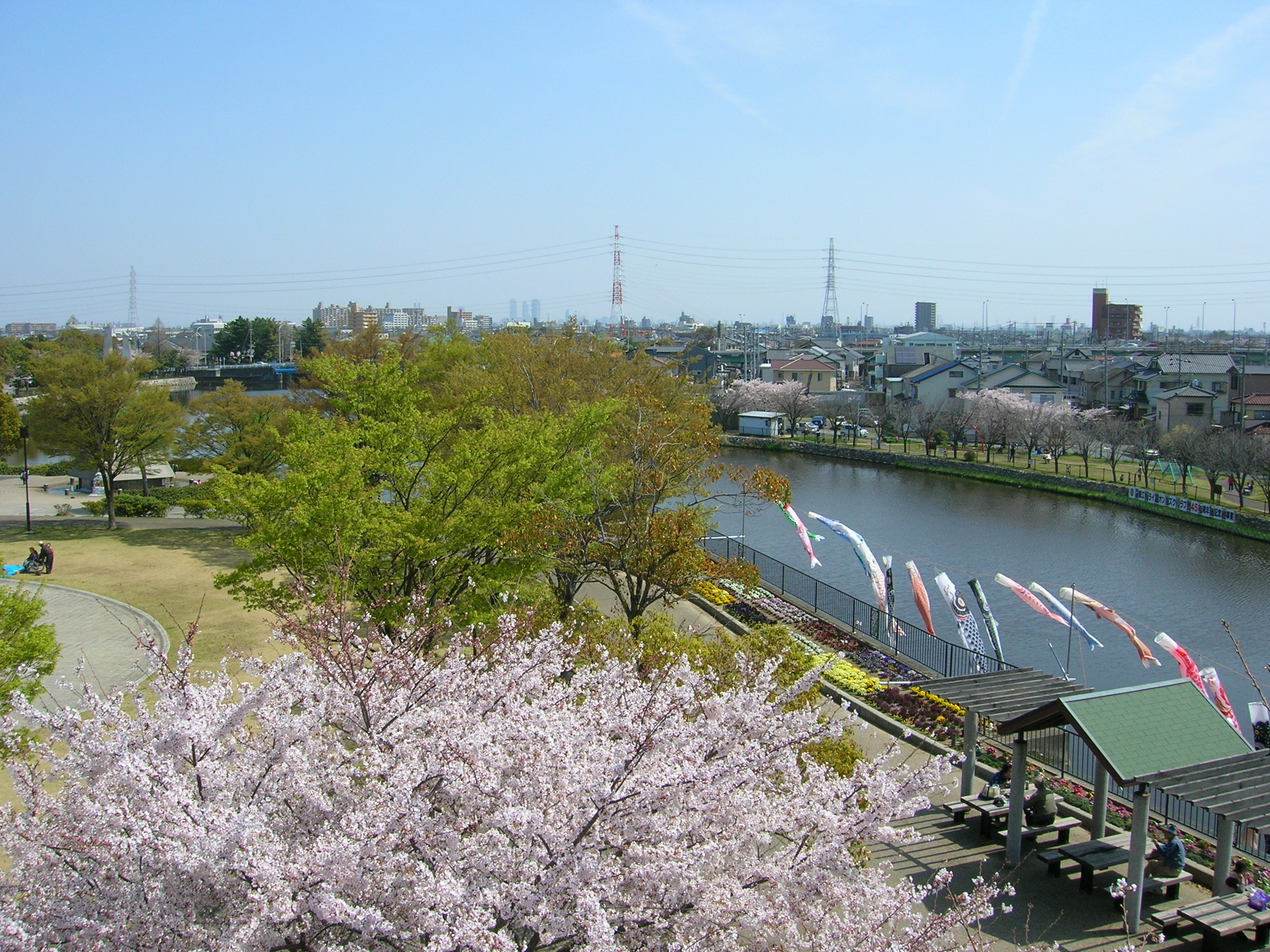
佐屋川創郷公園（源氏泉緑地）

- 佐屋川創郷公園
- 日光川ウォーターパーク
- 河川テニスコート
- 蟹江町希望の丘広場
- 学戸公園
- 蟹江川南緑地

### その他の施設
- 蟹江町保健センター
- 多世代交流施設「泉人（せんと）」
- 蟹江町水道事務所
- 蟹江町給食センター

## 経済

### 農業
農業協同組合
- あいち海部農業協同組合蟹江支店

### 商業

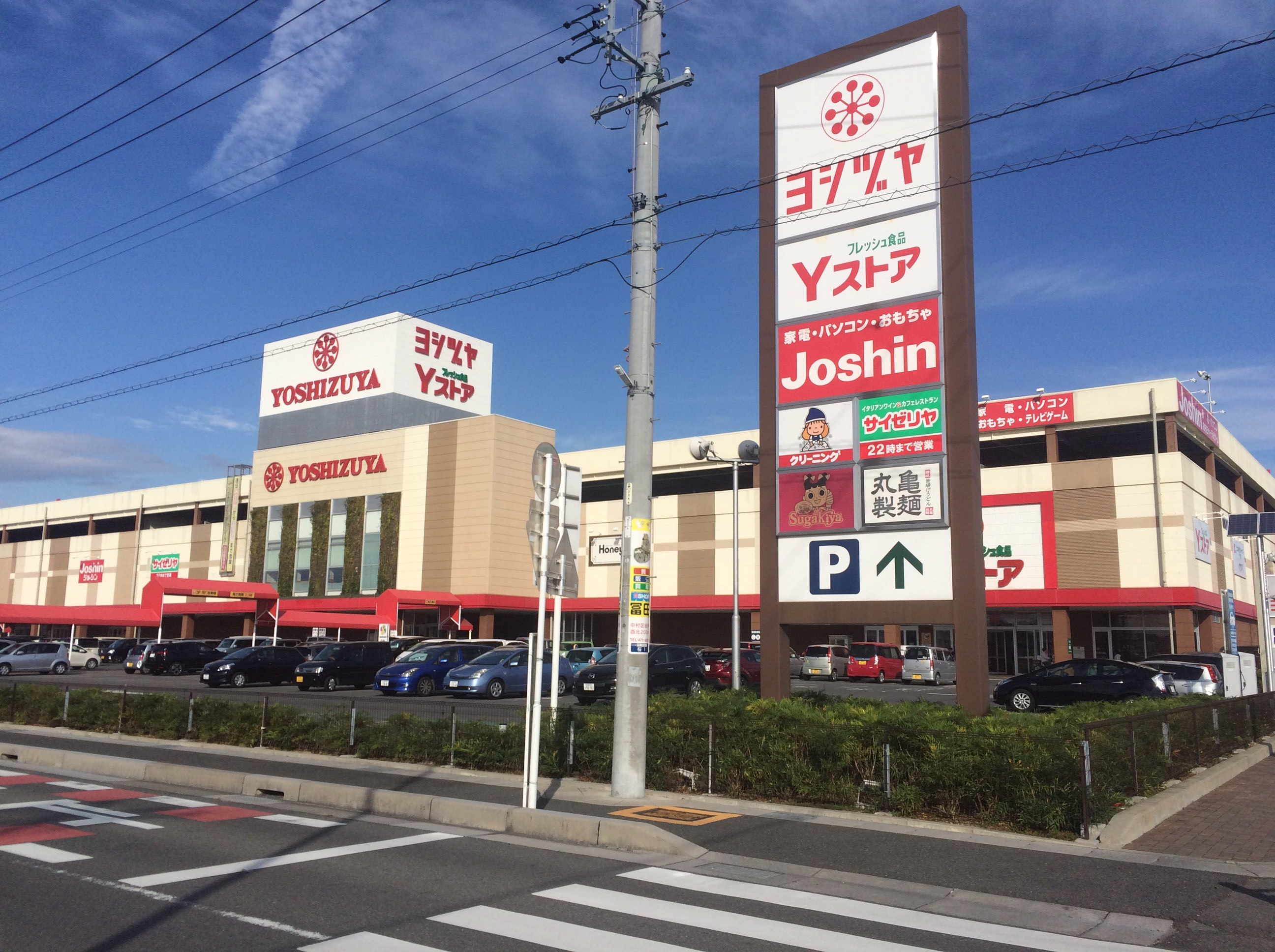
ヨシヅヤJR蟹江駅前店

- ヨシヅヤJR蟹江駅前店 - 開店当初は近鉄蟹江駅前に立地していたが、後にJR蟹江駅南側に移転した。さらに現在では駅北側に移転している。初代店舗跡地はコインパーキングに、2代目店舗跡地にはニトリなどが入店している。

### 町内に本社を置く企業
- 甘強酒造
- 赤ちゃんデパート水谷
- ヤオキスーパー
- プレジィール (丸信製粉)

なお、愛知県内でスーパーマーケット「フィール」をチェーン展開するフィールコーポレーションは、かつて「ナフコカニエ」の社名であったが、これは創業者の姓に由来する名称であって、当町とは無関係である。

## 生活基盤
- NTTの市外局番は津島市や弥富市と同じ0567であり、津島MAに属する。
- 車検証の住所（使用者）が本町の自動車には、名古屋ナンバーが交付される。

## 交通

### 鉄道
- JR東海
  - 関西本線：蟹江駅
- 近畿日本鉄道
  - 名古屋線：近鉄蟹江駅 - 富吉駅

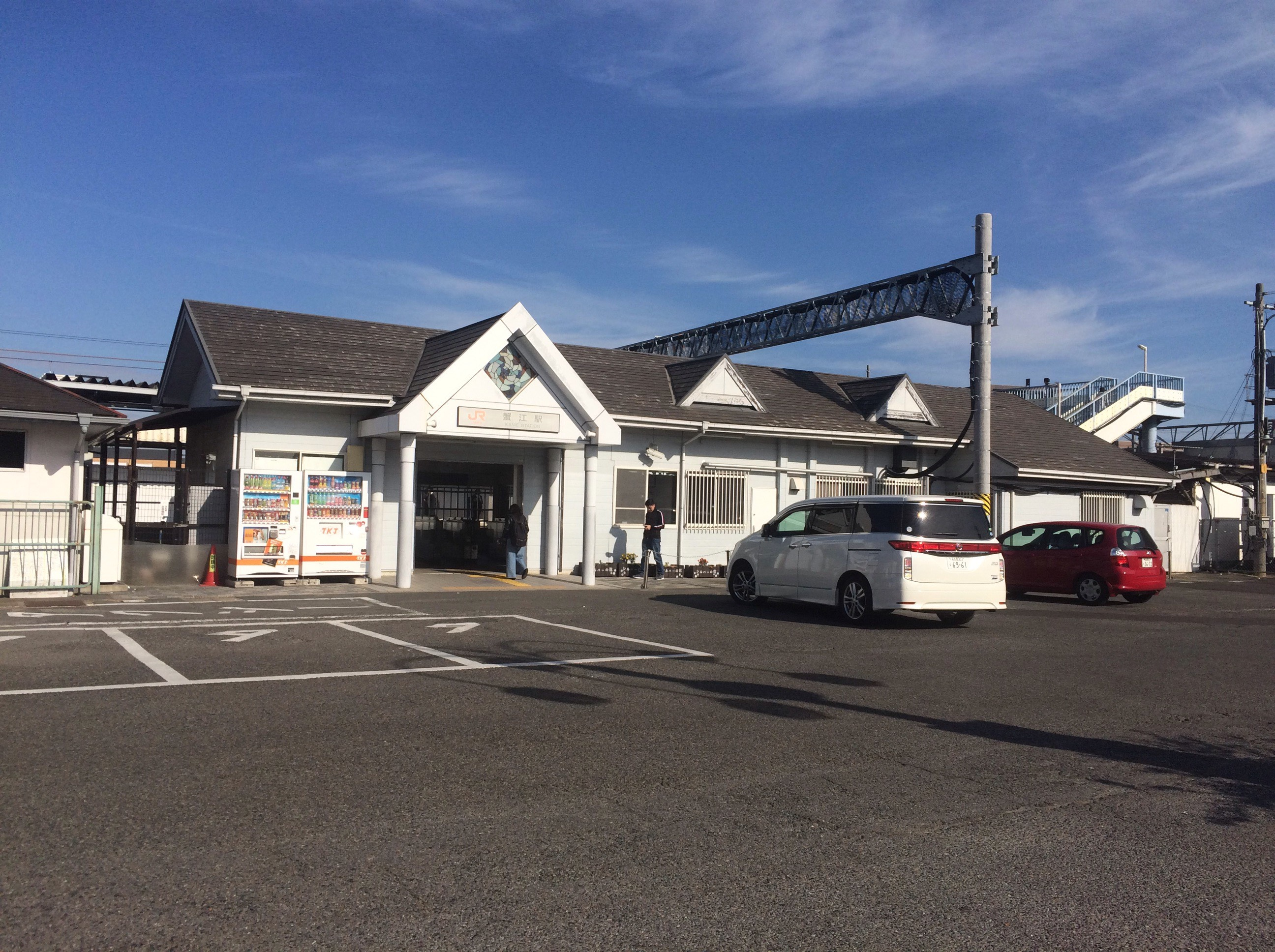
蟹江駅
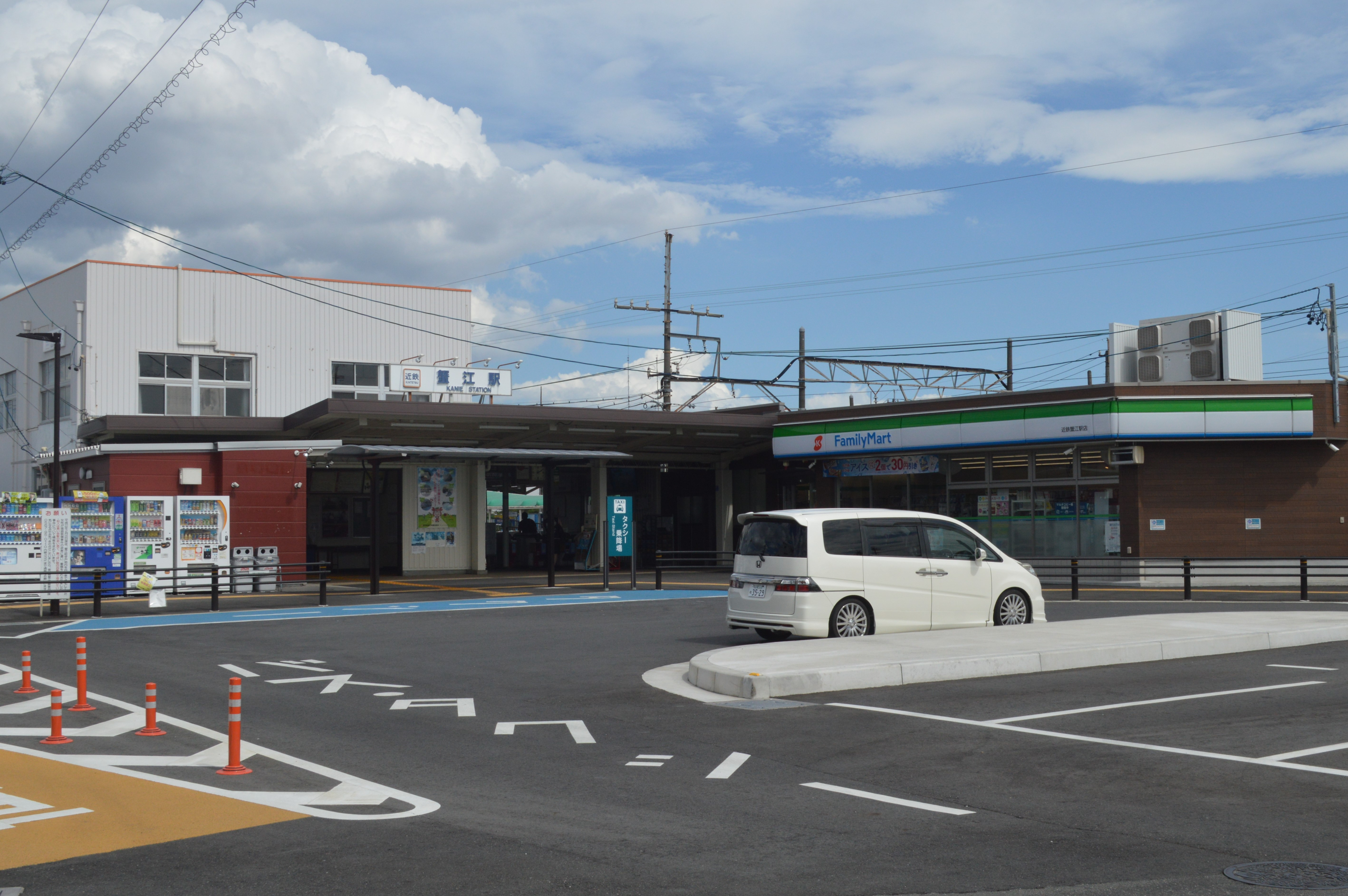
近鉄蟹江駅
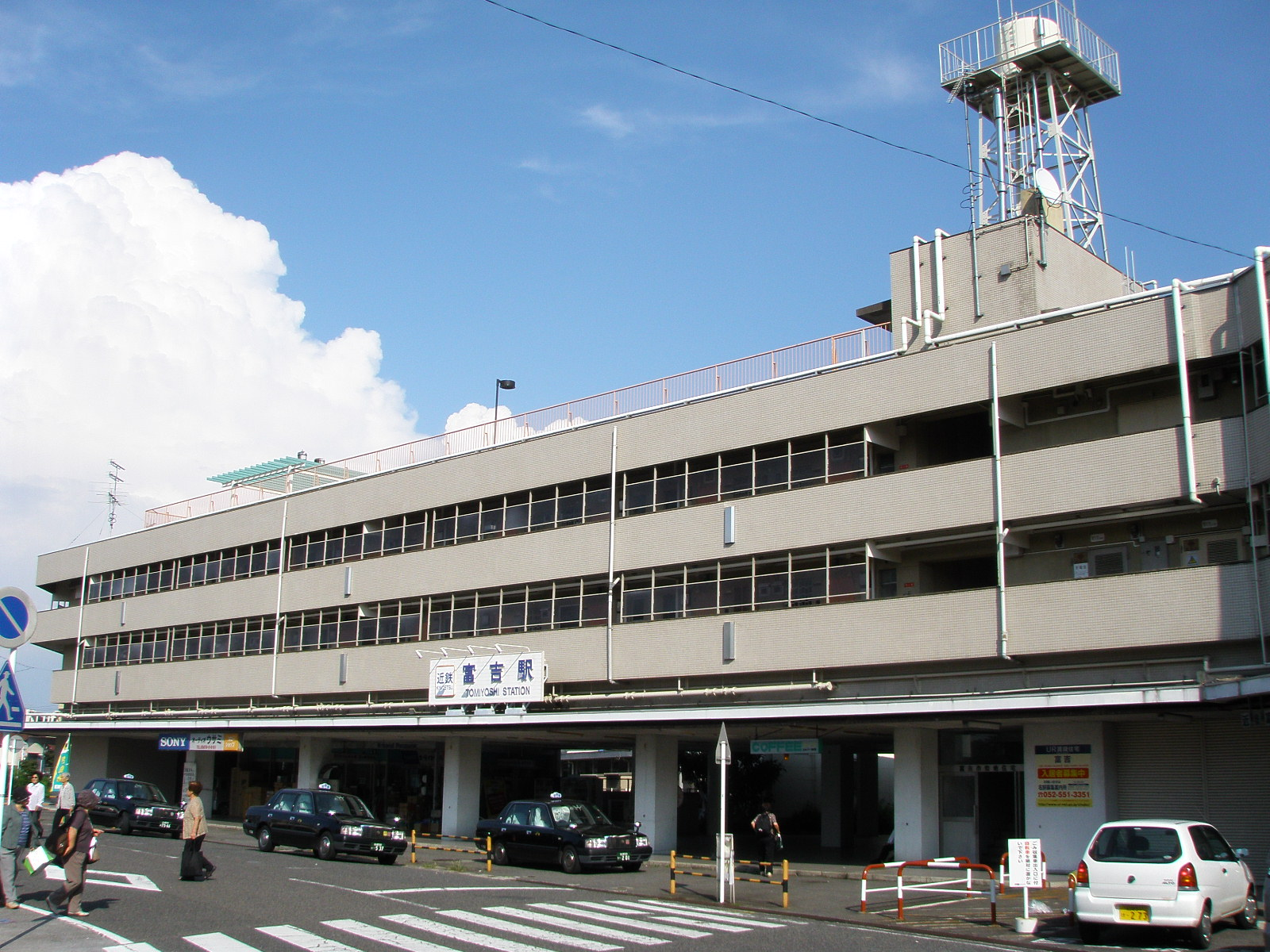
富吉駅

### バス
路線バス
- 三重交通

コミュニティバス

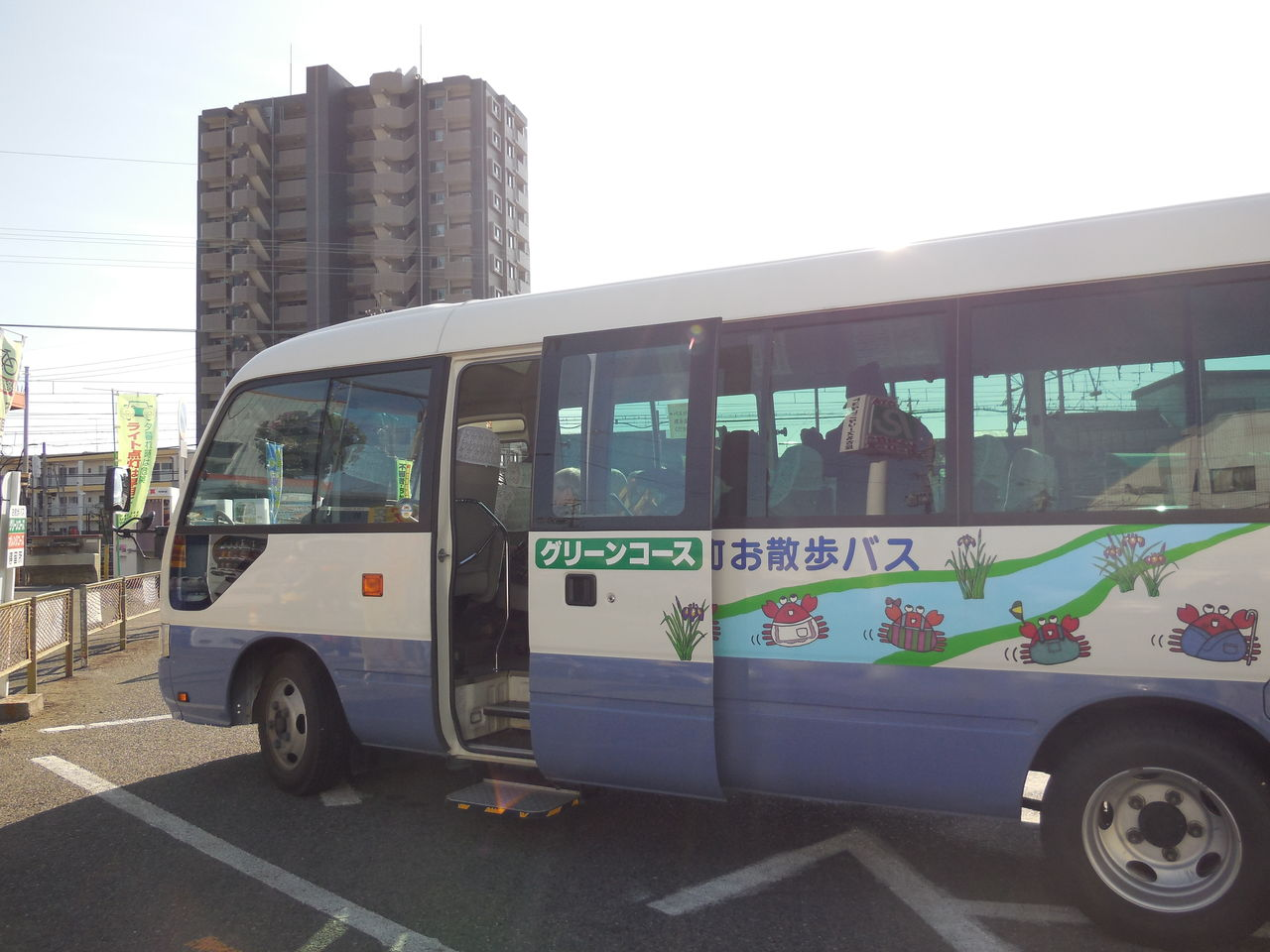
蟹江お散歩バス

- お散歩バス（蟹江町コミュニティバス）- 町内の公共交通機関として、誰でも無料で利用できる。
- 飛島公共交通バス - 2009年4月1日より三重交通飛島蟹江線廃止に伴い運行を開始した。

### 道路

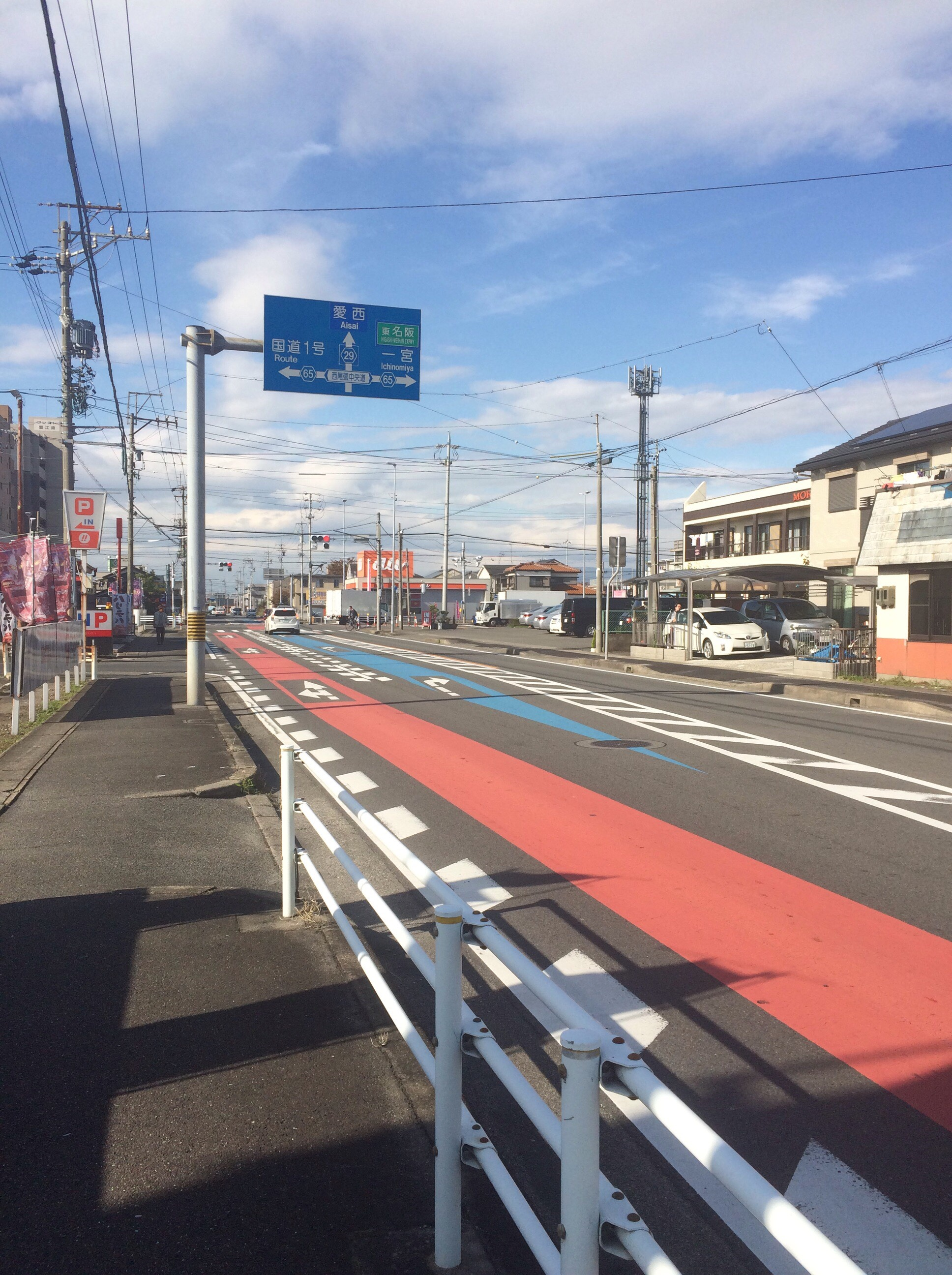
愛知県道29号
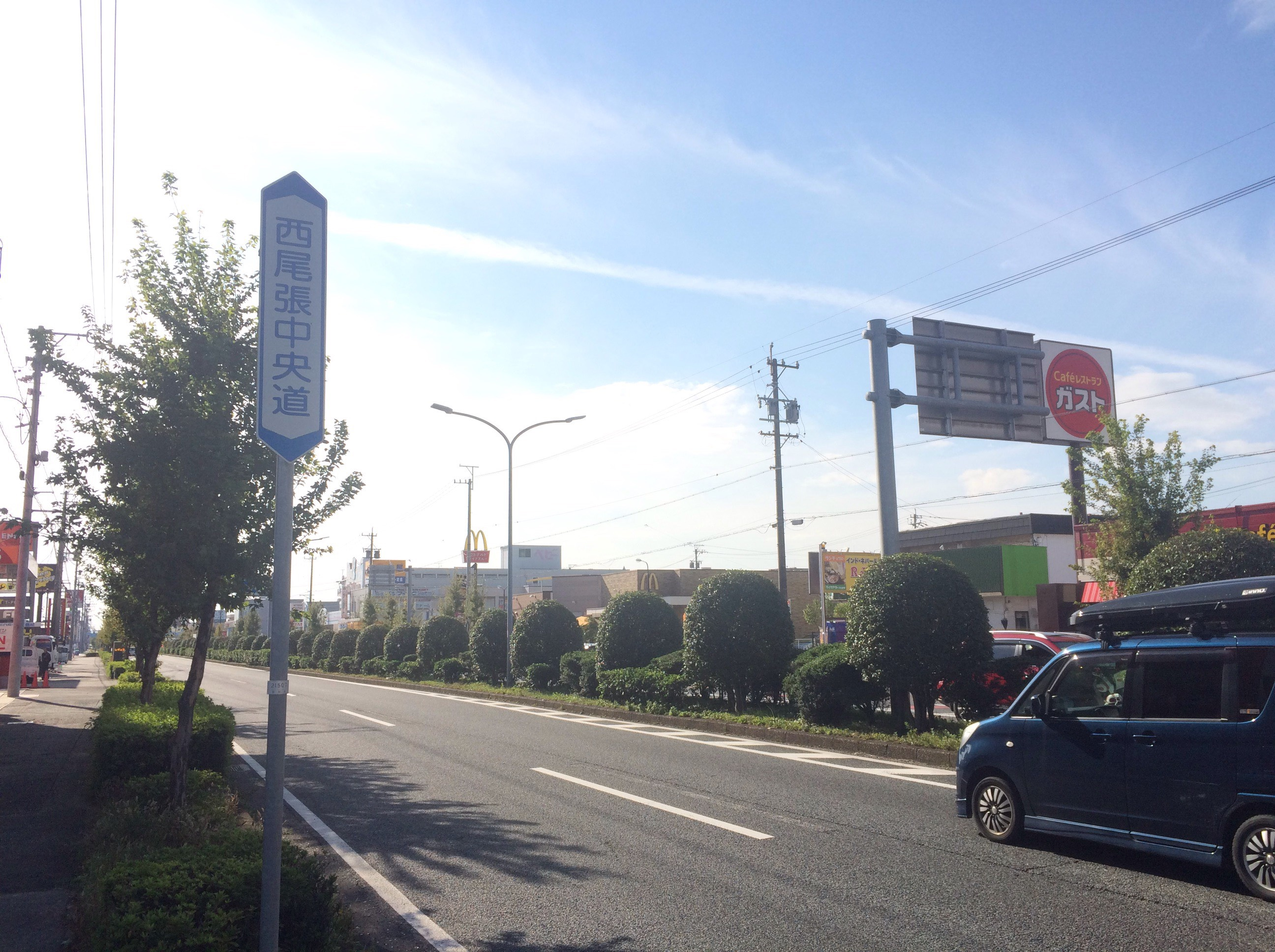
愛知県道65号

高速道路
- 東名阪自動車道：蟹江IC

国道
- 国道1号

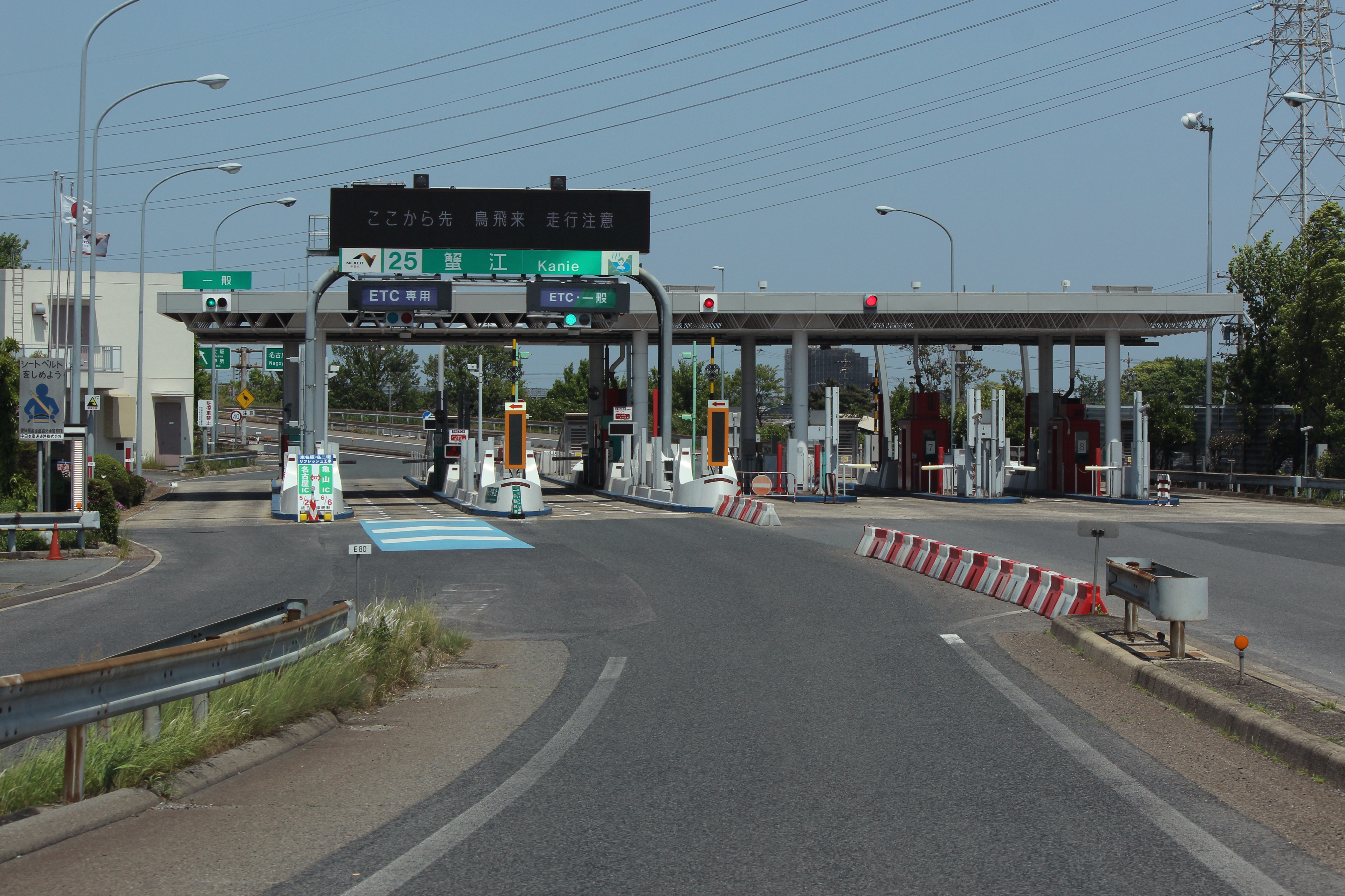
蟹江IC
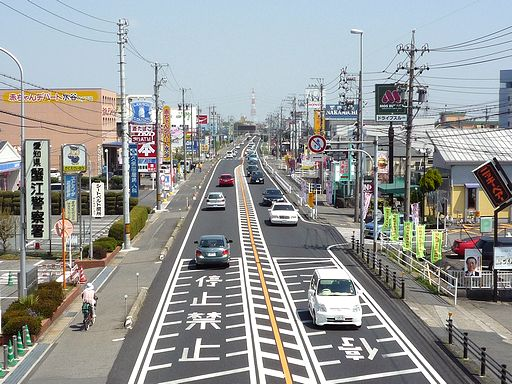
国道1号

主要地方道
- 愛知県道29号弥富名古屋線
- 愛知県道40号名古屋蟹江弥富線
- 愛知県道65号一宮蟹江線（西尾張中央道）
- 愛知県道66号蟹江飛島線（西尾張中央道）
- 愛知県道70号名古屋十四山線

- 愛知県道29号
- 愛知県道65号

一般県道
- 愛知県道103号境政成新田蟹江線
- 愛知県道106号鳥ヶ地名古屋線
- 愛知県道114号津島蟹江線
- 愛知県道115号津島七宝名古屋線
- 愛知県道139号須成七宝稲沢線
- 愛知県道462号大藤永和停車場線
- 愛知県道516号平和蟹江線
- 愛知県道517号蟹江梅之郷線

## 教育

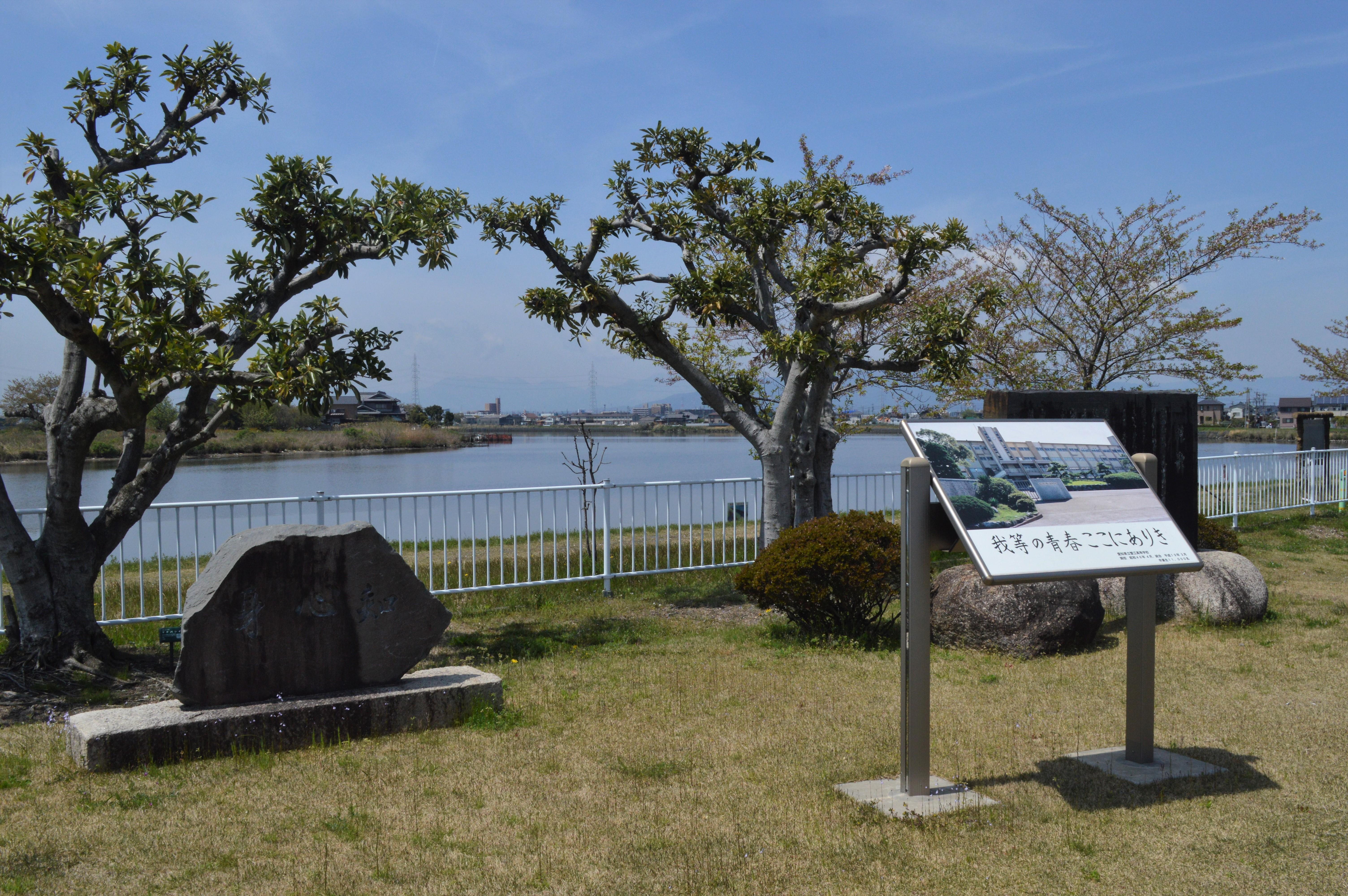
愛知県立蟹江高等学校跡地

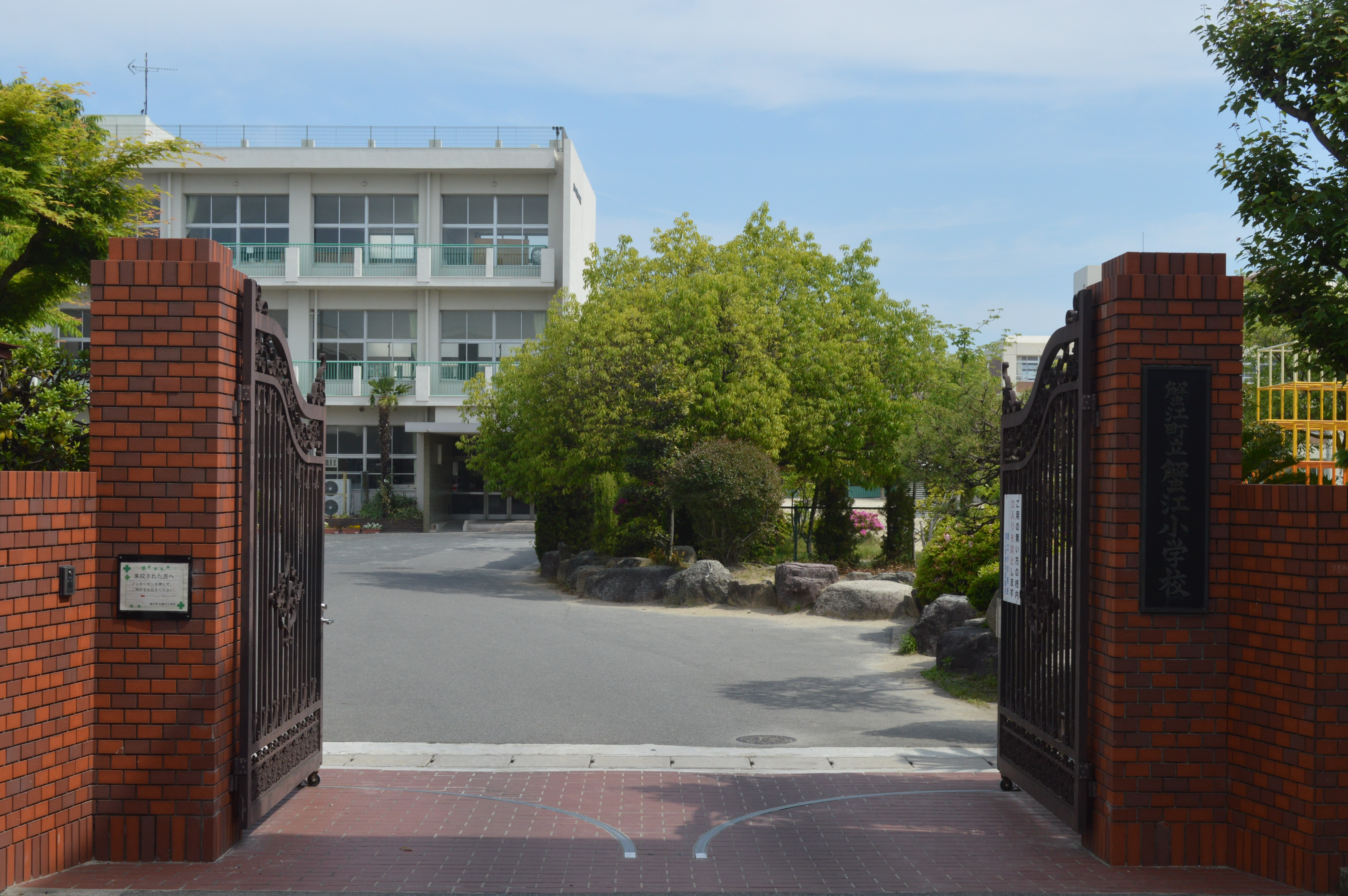
蟹江町立蟹江小学校

蟹江町に大学キャンパスは存在しないが、愛知大学の名古屋校舎蟹江グラウンドがある。

### 高等学校
1971年に愛知県立蟹江高等学校が開校した。十四山村（現弥富市）の愛知県立海南高等学校と統合され、2005年に愛知県立海翔高等学校が開校したことで、蟹江高校は2007年に閉校した。それ以降の蟹江町に高校は存在しない。

### 中学校
- 蟹江町立蟹江中学校
- 蟹江町立蟹江北中学校

### 小学校
町内小学校の校歌は、学校名の部分を除き全て同じである。作詞はサトウハチロー、作曲は山田耕筰による。
- 蟹江町立蟹江小学校
- 蟹江町立舟入小学校
- 蟹江町立須西小学校
- 蟹江町立新蟹江小学校
- 蟹江町立学戸小学校

### 保育園
公立
- 蟹江保育所
- 蟹江南保育所
- 蟹江西保育所
- 舟入保育所
- 須成保育所
- 新蟹江北保育所

### 幼稚園
私立
- はばたき幼稚園
- キッズガーデンカリヨンの杜

認定こども園
- 蟹江幼稚園

### 児童館
- 蟹江児童館
- 新蟹江児童館
- 須西児童館
- 舟入児童館
- 学戸児童館

## 名所・旧跡・観光スポット

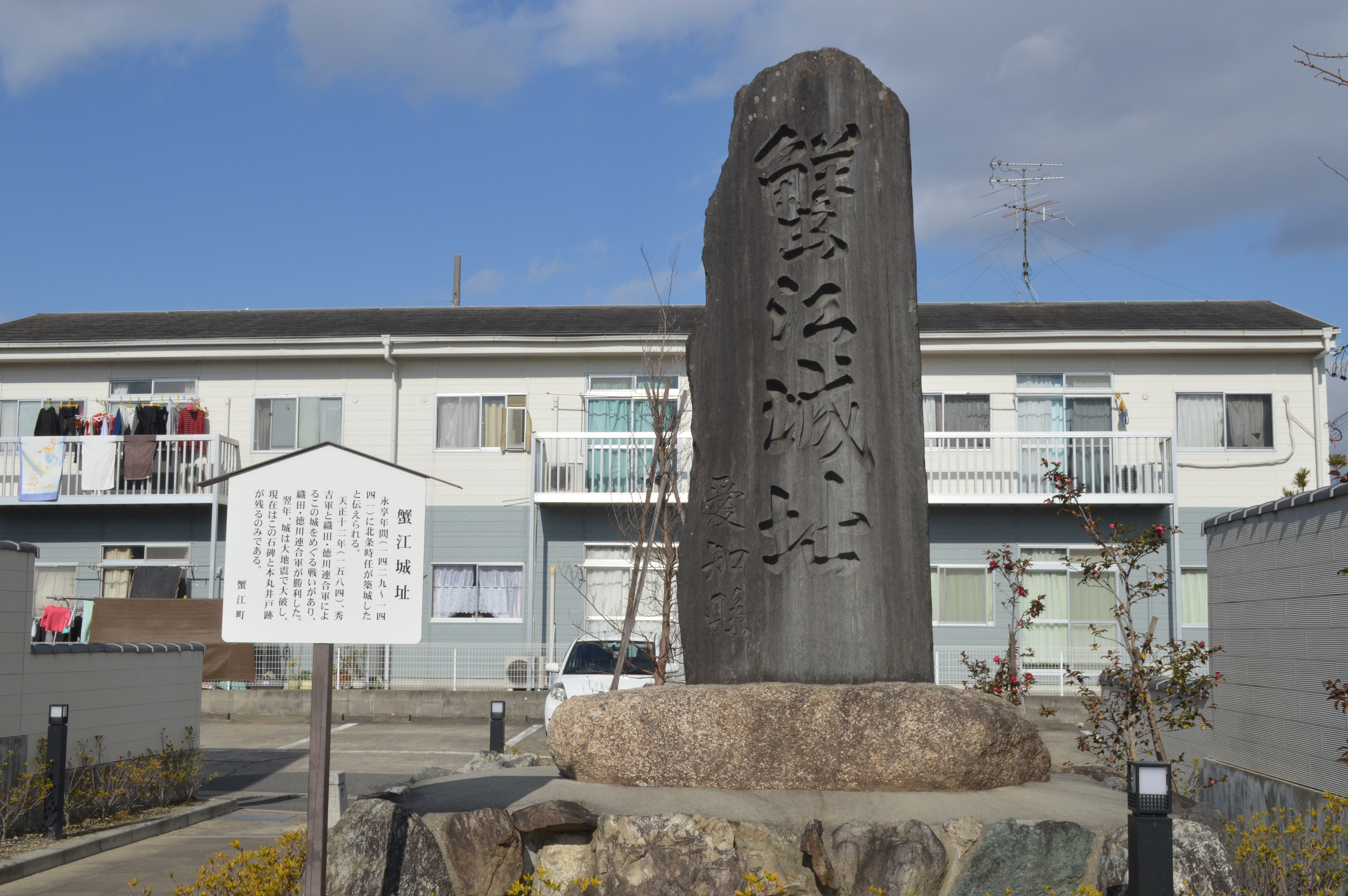
蟹江城跡地

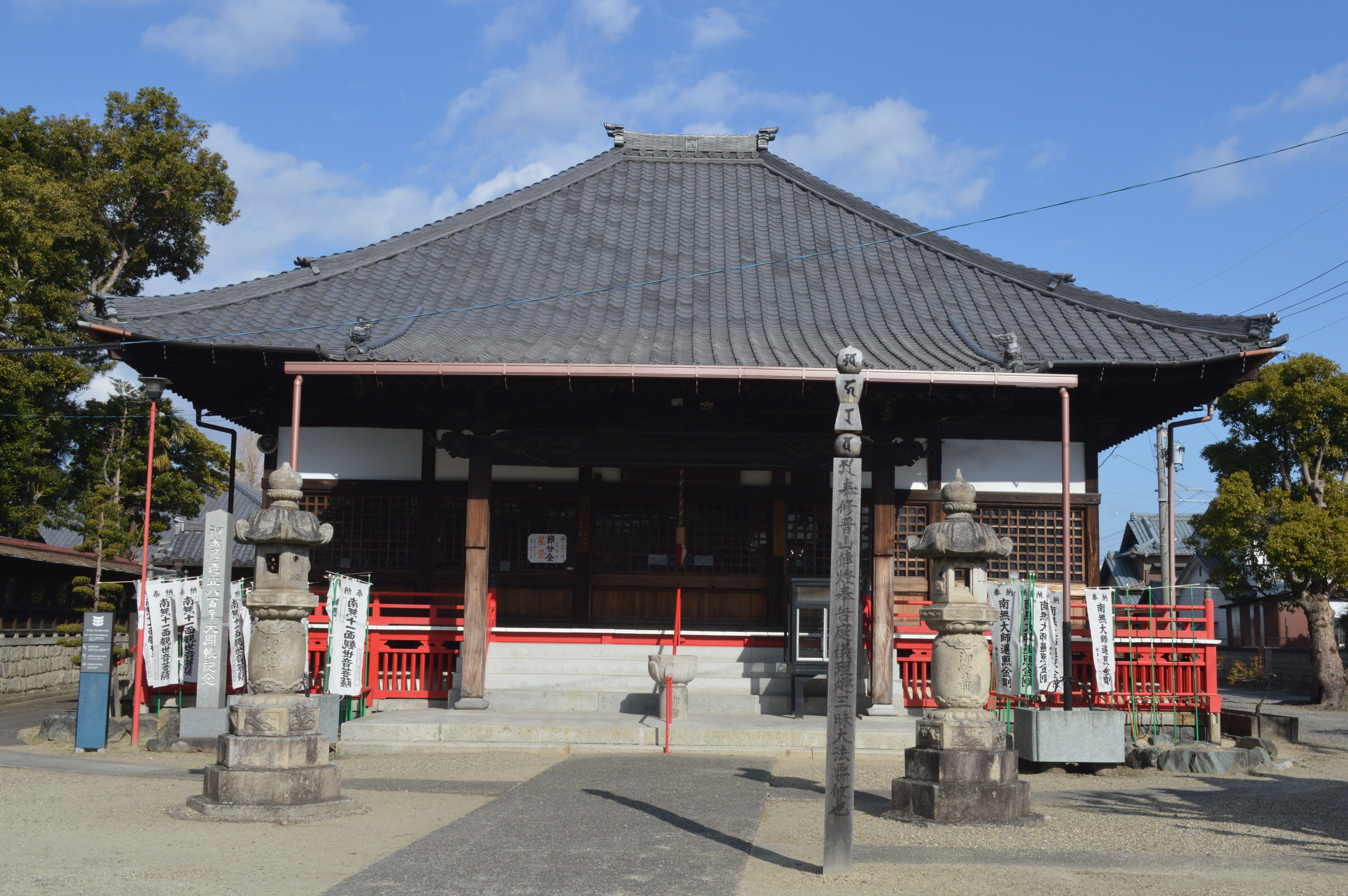
龍照院

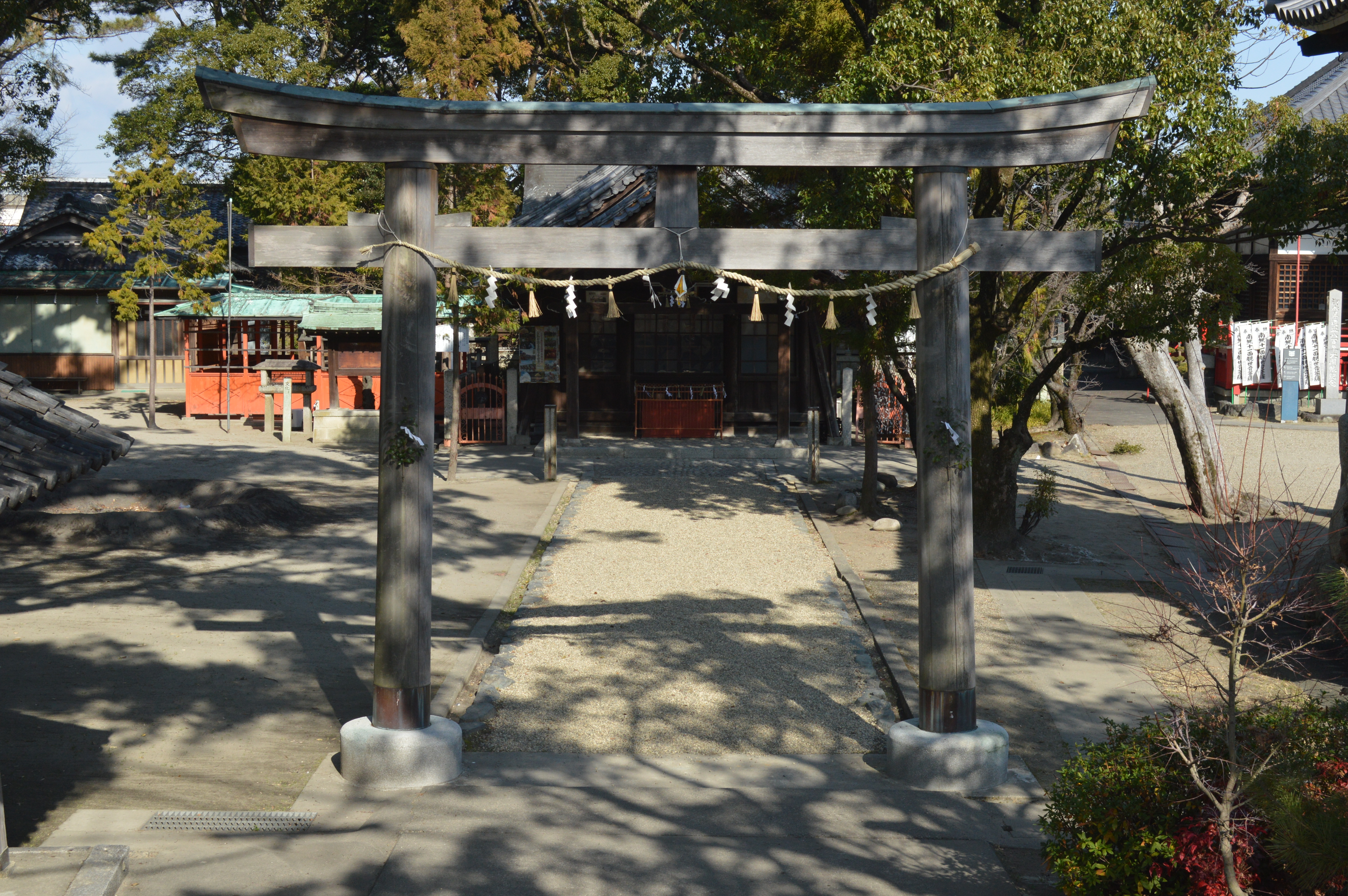
冨吉建速神社・八劔社

### 文化財
国指定文化財
- 木造十一面観音立像（彫刻）
- 冨吉健速神社本殿（建造物）
- 八剱社本殿（建造物）
- 須成祭の車楽船行事と神葭流し（無形民俗文化財）

県指定文化財
- 絹本著色文殊菩薩画像（絵画）
- 絹本著色千手観音画像（絵画）

### 名所・旧跡
城郭
- 蟹江城址

寺院
- 観音寺
- 松秀寺
- 西光寺
- 盛泉寺
- 善敬寺
- 諦聴寺
- 遊行院
- 龍照院 - 本尊の十一面観音菩薩像は国の重要文化財に指定されている。

神社
- 蟹江神明社
- 秋葉神社
- 鹿嶋神社
- 三明神社
- 富吉神社
- 冨吉建速神社・八劔社 - 両社の本殿は国の重要文化財に指定されている。
- 日吉神社

### 観光スポット
温泉

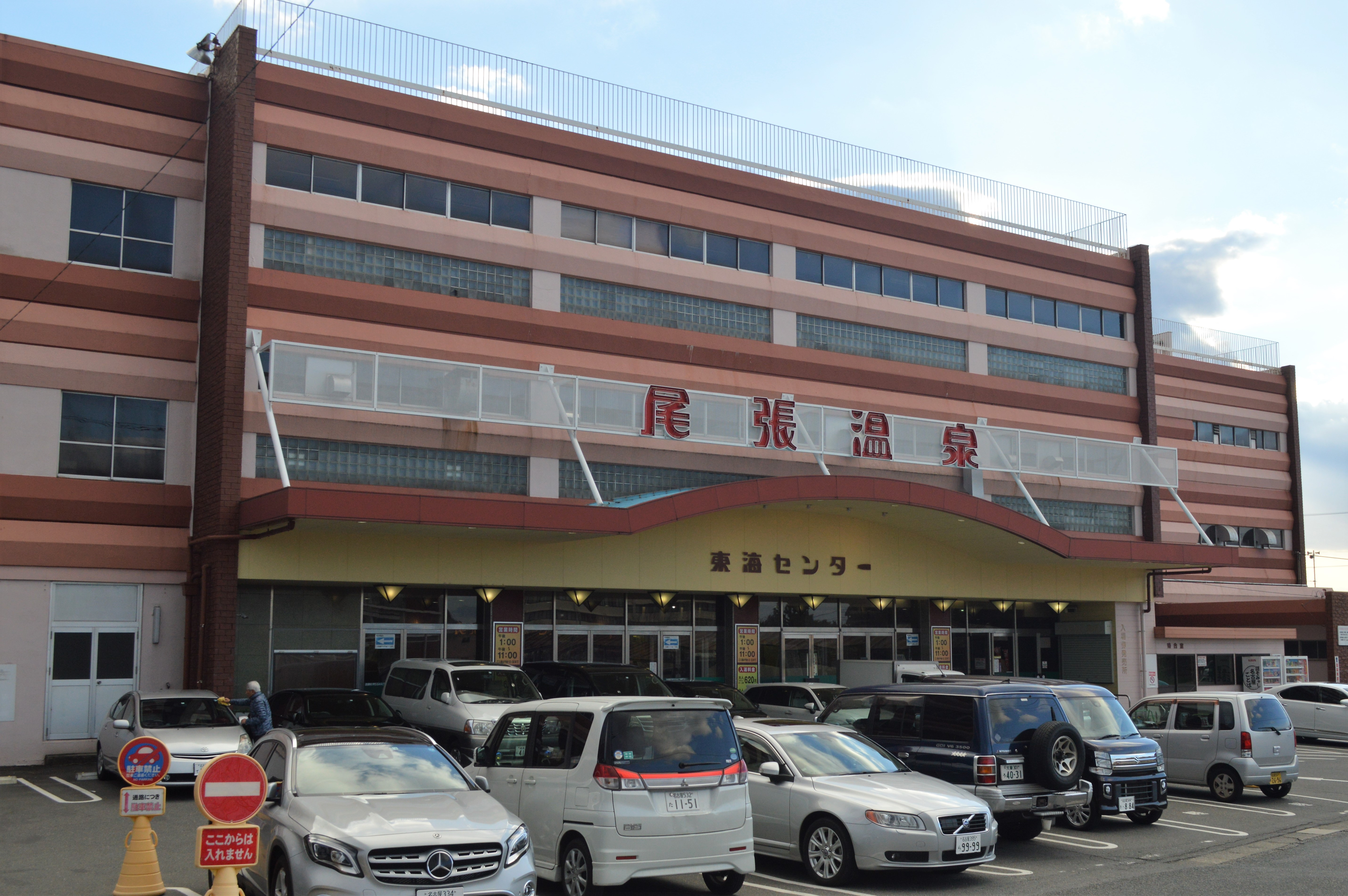
尾張温泉

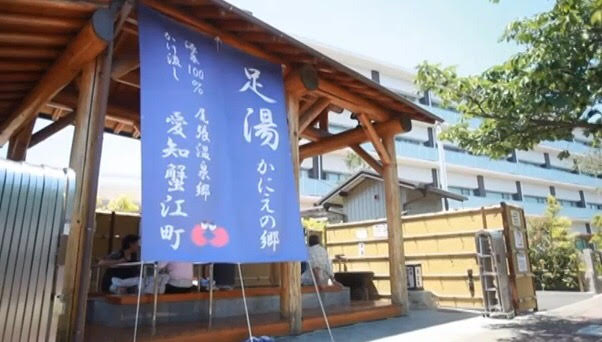
足湯かにえの郷

- 尾張温泉 - 愛知県で唯一名湯百選に選出されている[6]。
- 足湯かにえの郷

資料館・史料館
- 蟹江町歴史民俗資料館
- 蟹江町観光交流センター祭人 - 須成祭をメインテーマとしており、2階は須成祭ミュージアムである。

その他
- 信長街道 - 織田信長が清洲攻めの際に通った道と伝えられ、信長出世街道・清洲攻めの道とも呼ばれている。
- 文学散歩道
- 佐屋川温泉前魚釣場

## 文化

### 祭事・催事

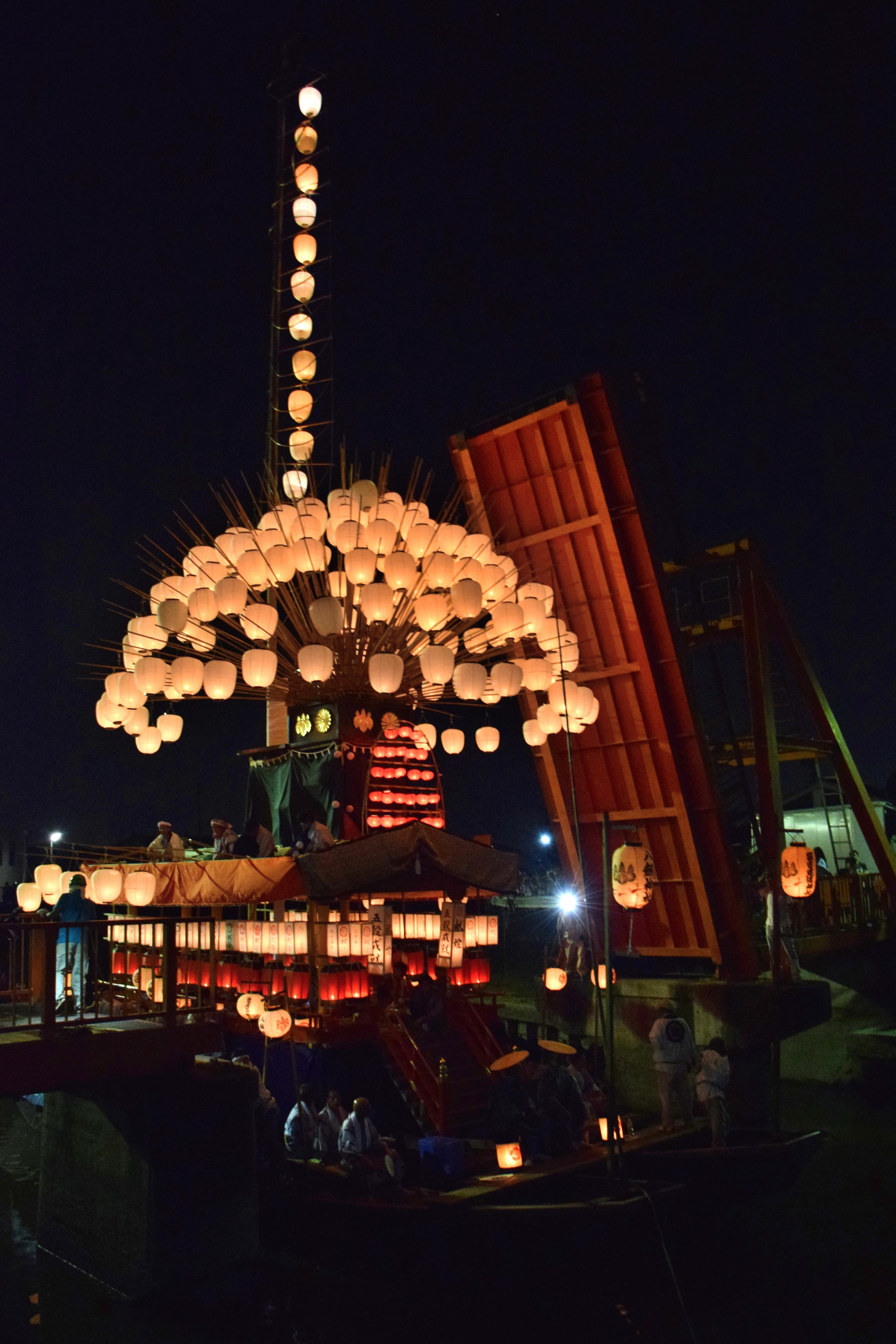
須成祭の巻藁船

- 須成祭の車楽船行事と神葭流し - 重要無形民俗文化財。ユネスコの無形文化遺産「山・鉾・屋台行事」の構成遺産。
- 蟹江祭 - 蟹江神明社の秋季大祭。毎年9月最終土曜・日曜に行われる。
- 花しょうぶ祭
- かにえ町民まつり - 毎年10月頃の2日間に蟹江町役場で行われる。
- 蟹江町文化祭 - 例年11月頃に開催される。
- さくらまつり - 例年4月上旬に開催される。

### 名物
- いな饅頭（いなまん）- 蟹江川など蟹江町の河川には、汽水魚であるボラが生息している[16]。出世魚でもあるボラの若魚の名称「イナ」を使用した郷土料理がいな饅頭であり、ギンナンやシイタケを練り込んだ豆味噌が体内に詰めてある[16]。蟹江町内の数軒の料理屋では、いな饅頭を提供している[16]。
- ぼら雑炊 - この地方では粥状の御飯ではなく、炊き込みごはんのことを「雑炊」と呼ぶ[17]。ボラを炊き込んだぼら雑炊は海部郡南部の郷土料理である[17]。農作業時や会合時などに食される[17]。
- もろこずし - 醤油やみりんなどの調味料で甘辛にじっくり煮詰めた淡水魚のもろこを使用した、押し寿司の1種である。
- コメヂャ - 町内でも特に舟入地域でよく食べられる、茶粥の1種である。
- 鮒味噌 - 淡水魚のフナとダイズを、味噌で煮た料理。
- 白イチジク - 「蓬莱柿（ほうらいし）」「ホワイトゼノア」という品種の白いちじくが生産されており、一般的ないちじくよりも糖度が高く、高級果「蟹江いちじく蓬莱柿」として人気がある。「かにえ白いちじく街道」として町内西尾張中央道周辺の飲食店・スイーツ店では、イチジクを採り入れた逸品が味わえる[18]。

### スポーツ
| チーム                       | スポーツ | リーグ                     | 本拠地 | 設立   |
| ---------------------------- | -------- | -------------------------- | ------ | ------ |
| 名古屋WESTフットボールクラブ | サッカー | 愛知県社会人サッカーリーグ | 蟹江町 | 2002年 |

## 出身・関連著名人

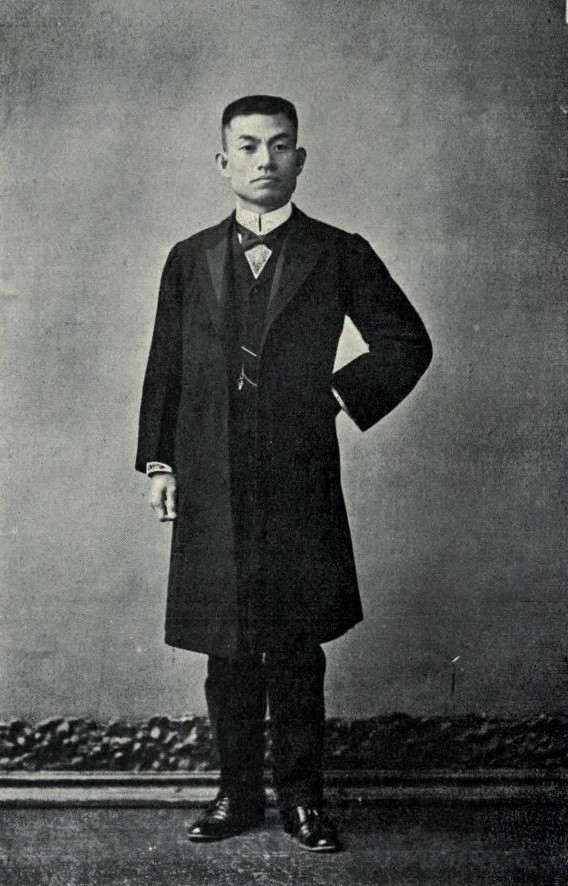
神田鐳蔵

### 出身者
- 佐野七五三之助 - 新選組隊士。加藤高明の伯父。高明は甥（妹の子）にあたる。
- 神田鐳蔵 - 実業家。神田銀行の創立者。神田俊二の父。
- 小酒井不木 - 探偵小説家。医学博士[19]。蟹江町ではオリジナルキャラクター「フボクくん」を創作し、不木作品のショートムービーを制作・公開するなど地域振興の題材として小酒井不木のPRに取り組んでいる[20][21]。
- 黒川巳喜 - 建築家。息子は黒川紀章や黒川雅之や黒川喜洋彦。
- 黒川紀章 - 建築家。父は黒川巳喜。
- 蒲生純一 - 俳優。
- hamma - 歌手。ラッパー。
- 関根大気 - プロ野球選手。
- 成田正弘 - バスケットボール選手。

### ゆかりのある人物
- 加藤高明 - 第24代内閣総理大臣。加藤高明の母は須成村神官の五十倉（いそくら）家出身で、幼少時の高明は須成で育ったとされる。
- 岡田純子 - 声優。岡田家は転勤族であり、一時期この町に居住していた。
- 山田耕筰 - 作曲家。童謡『赤とんぼ』の作曲家として知られる。祖母が蟹江町出身者であり、蟹江町内の全小学校の校歌を作曲した。

### キャラクター
蟹江町には、カニをモチーフにしたマスコットキャラクターが複数ある。
- かに丸くん - かつて町域内に多く生息していた「蟹」をモチーフとする蟹江町公式マスコットキャラクター。1987年に蟹江町の町制施行100周年記念を祝う事業の一環で誕生した。2009年に「かに丸くん」という愛称が決定し、2010年には着ぐるみが完成した[23]。蟹江町のロゴマークとしても使用されている。
- カニンジャ「ちょき丸」[24] - 2013年（平成25年）10月に誕生し、277通の応募の中から愛称が名付けられた。